# Red Bull Racing
Oracle Red Bull Racing, cunoscută simplu ca Red Bull, este una dintre cele două echipe de Formula 1, alături de Racing Bulls, deținute de grupul austriac de companii de băuturi energizante Red Bull GmbH. Echipa a fost formată odată cu achiziționarea echipei Jaguar Racing de la concernul american Ford la sfârșitul lui 2004.
Red Bull a avut motoare Cosworth în 2005 și motoare Ferrari în 2006. Echipa a folosit motoare furnizate de Renault între 2007 și 2018 (din 2016 până în 2018, motorul Renault a fost redenumit „TAG Heuer” în urma rupturii relației dintre Red Bull și Renault în 2015). În timpul acestui parteneriat, ei au câștigat patru titluri succesive ale Campionatului la Piloți, prin Sebastian Vettel, și la Constructori din 2010 până în 2013, devenind prima echipă austriacă care a câștigat titlul. Echipa a început să folosească motoare Honda în 2019. Parteneriatul cu Honda a culminat în 2021, când a câștigat Campionatul Mondial la Piloți cu pilotul ei, Max Verstappen, cu Verstappen continuând să câștige titlurile din 2022, 2023 și 2024. Honda va continua să furnizeze motoare complete din Japonia către Red Bull și AlphaTauri până la sfârșitul anului 2025.

## Istoric
Constructorul și echipa de curse de Formula 1, Jaguar Racing, a fost scoasă la vânzare în septembrie 2004, când Ford a decis că „nu mai poate face un caz de afaceri convingător pentru ca vreuna dintre mărcile sale să concureze în Formula 1”. Red Bull, o companie de băuturi energizante, a fost de acord să achiziționeze Jaguar Racing în ultima zi a vânzării, 15 noiembrie 2004. BBC Sport a raportat că Ford le-a cerut ofertanților un USD simbolic în schimbul angajamentului de a investi 400 de milioane USD în echipă pe parcursul a trei sezoane. Echipa a continuat să aibă acces la motorul Cosworth dezvoltat pentru șasiul lor din 2005, iar operațiunea a continuat sub noul titlu. Christian Horner a fost instalat ca noul șef al echipei și i-a aliniat pe piloții David Coulthard și Christian Klien să conducă pentru echipă.
Red Bull Racing nu a fost începutul implicării Red Bull în Formula 1. Aceștia au sponsorizat Sauber din 1995 până în 2004. După ce a cumpărat o echipă proprie de Formula 1, Red Bull și-a încheiat parteneriatul pe termen lung cu echipa elvețiană. Red Bull derulează, de asemenea, un program de tineri piloți, Red Bull Junior Team, prin care Red Bull sponsorizează piloții promițători. Piloții de renume care au primit acest sprijin includ Enrique Bernoldi, Christian Klien, Patrick Friesacher, Vitantonio Liuzzi și Scott Speed. Red Bull sponsorizează, de asemenea, mulți piloți și echipe care concurează în Campionatul de Formula 2, seria „suport” a Formulei 1.

### Fosta echipă Jaguar (2005-2008)

#### 2005

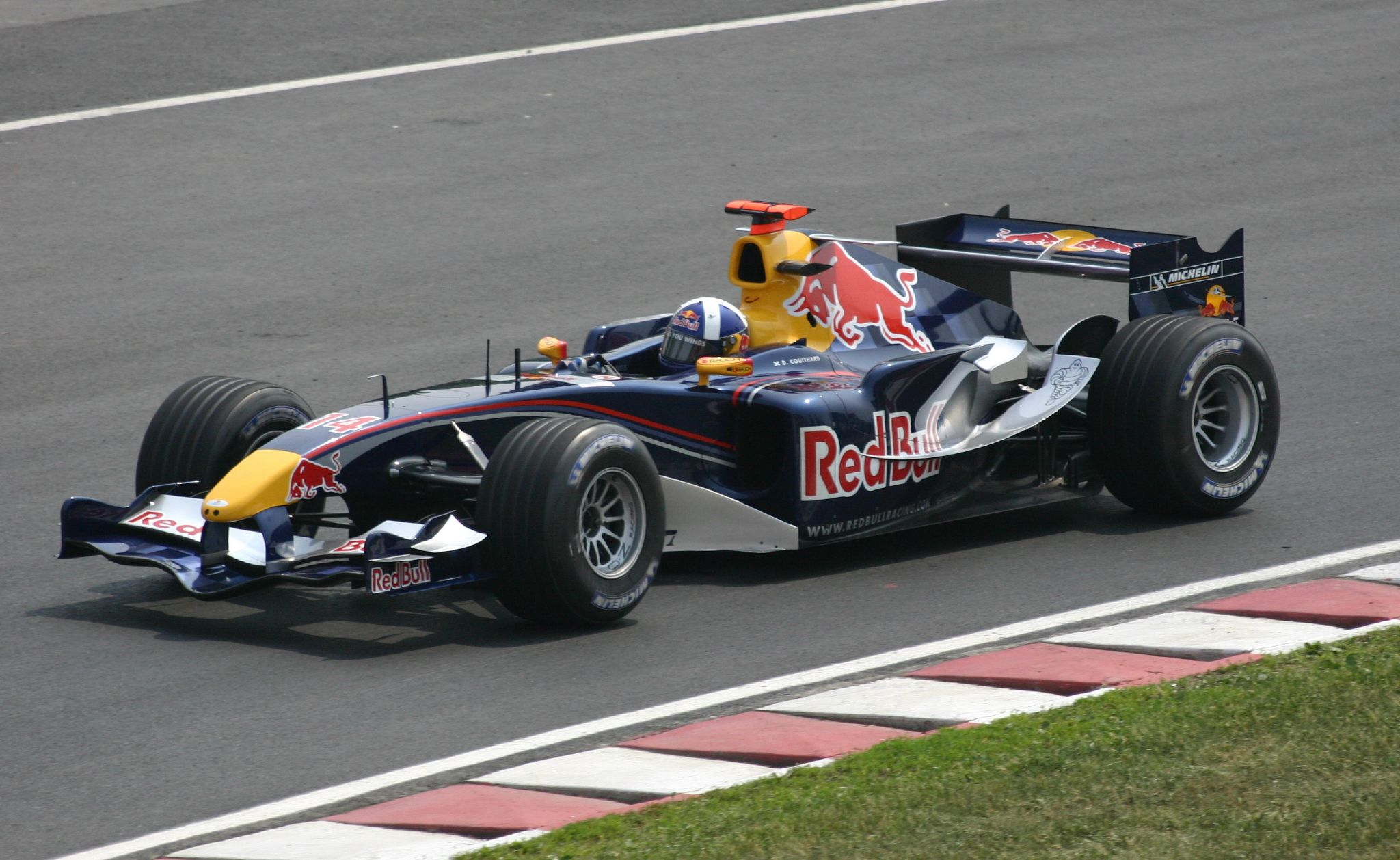
Monopostul RB1 a fost construit de Jaguar Racing pentru, dar acesta fost folosit de Red Bull ca urmare a achiziționării echipei.

Proprietarul Red Bull, Dietrich Mateschitz, ar fi încercat să-l recruteze pe fostul pilot de Formula 1 și șeful BMW Motorsport, Gerhard Berger, pentru a ajuta echipa în sezonul de debut. Cu toate acestea, acest lucru nu s-a realizat niciodată. Pentru 2005, șasiul a fost numit RB1. Red Bull Racing a folosit motoare Cosworth în primul an, datorită ușurinței de a continua cu motorul folosit de Jaguar Racing.
Fostul pilot McLaren, David Coulthard, a condus echipa. Coulthard a fost ales pentru experiența sa, considerată ideală pentru a ajuta la conducerea echipei în curs de dezvoltare. Pentru a doua mașină, Red Bull a împărțit locul între doi dintre tinerii săi piloți sponsorizați: Christian Klien, care condusese pentru Jaguar în 2004, și campionul F3000 din 2004, Vitantonio Liuzzi. La început, a fost anunțat că Klien și Liuzzi își vor alterna locul de cursă la fiecare patru curse însă, până la sfârșitul sezonului, Liuzzi a apărut doar de patru ori.
Primul an pentru Red Bull în Formula 1 a fost un succes masiv în comparație cu predecesoarea ei. Echipa a fost pe locul 6 în Campionatul Constructorilor în cea mai mare parte a sezonului, fiind depășiți la limită de BAR care s-au îmbunătățit rapid spre sfârșitul sezonului. Într-un singur sezon, au strâns mai multe puncte decât a reușit Jaguar în 2003 și 2004 combinat. Per total, Coulthard marcat 24 de puncte, Klien 9 și Liuzzi 1.

#### 2006: Primul podium
La 23 aprilie 2005, echipa a anunțat o înțelegere pentru utilizarea motoarelor Ferrari în 2006. Aceasta a coincis cu o schimbare a regulilor care impunea utilizarea motoarelor V8, făcând probabil ca atât Red Bull Racing, cât și Ferrari să folosească aceleași specificații ale motorului. Red Bull Racing a continuat să folosească anvelope Michelin, față de cele Bridgestone folosite de Ferrari. Pe 8 noiembrie 2005, Red Bull Racing l-a angajat pe Adrian Newey, directorul tehnic de mare succes de la McLaren.
La cursa de deschidere a sezonului 2006, Marele Premiu al Bahrainului din 2006, Christian Klien s-a calificat pe locul opt (în fața Renault-ului lui Giancarlo Fisichella și a ambelor mașini BMW). Coulthard a avut probleme când și-a compromis o anvelopă în timp ce lupta cu Nick Heidfeld și a terminat pe locul 10. În Malaysia, Coulthard a fost forțat să se retragă din cauza problemelor hidraulice, în timp ce Klien a avut un incident în turul de deschidere cu Kimi Räikkönen și, după ce s-a oprit la boxe pentru reparații, s-a retras și el din cauza unei defecțiuni hidraulice. Coulthard a obținut un punct în Australia după ce Scott Speed a fost penalizat pentru că l-a depășit sub steagurile galbene. Următoarele curse au fost afectate de retrageri și clasări slabe.

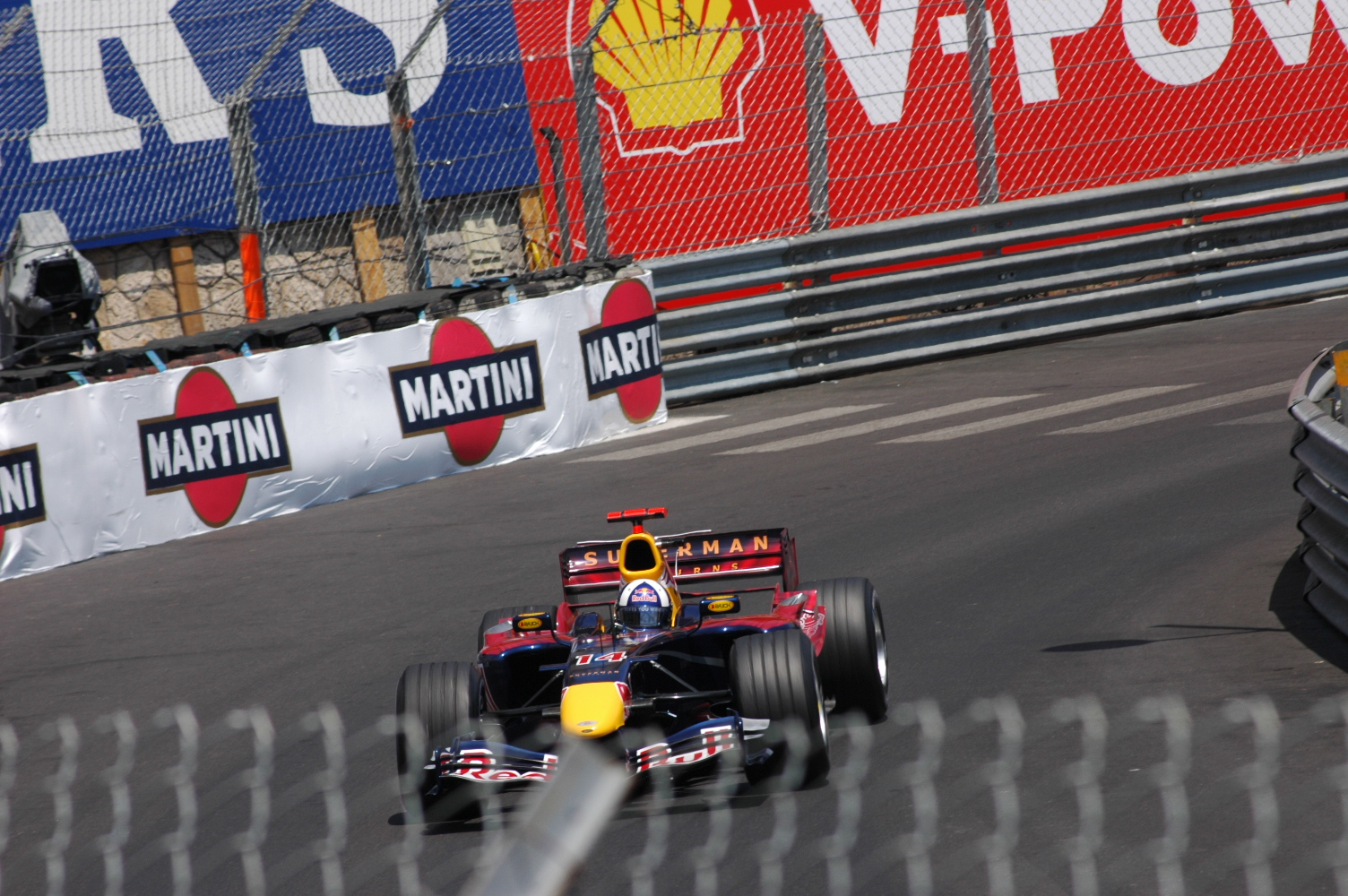
La din, David Coulthard a obținut primul podium al echipei.

Coulthard a terminat pe locul 3 la Monaco, primul podium al echipei. Șeful echipei, Christian Horner, a spus înainte de cursă că, dacă una dintre mașinile sale ar ajunge pe podium, ar sări dezbrăcat într-o piscină de pe circuit. A ajuns să sară în piscină purtând doar o pelerină roșie. Întâmplător, atât Stewart Grand Prix, cât și Jaguar Racing, predecesorii echipei, și-au obținut primele podiumuri în acea cursă. Echipa a terminat pe locul 7 în Campionatul Constructorilor, cu 16 puncte acumulate, cu cinci puncte înaintea echipei Williams. Coulthard (14 puncte) a terminat pe locul 13 în clasamentul piloților, în timp ce Klien (2 puncte) a fost clasat pe locul 18. Înlocuitorul lui Klien, plecat de la echipă, Robert Doornbos, nu a reușit să marcheze niciun punct.

#### 2007
2007 a văzut debutul monopostului RB3 proiectat de Adrian Newey. După discuții îndelungate cu privire la obligația Red Bull Racing de a continua să folosească motoare Ferrari pentru 2007, echipa a anunțat pe 31 august 2006 că va folosi motoarele Renault pentru sezonul 2007, contractul cu Ferrari fiind transferat către Scuderia Toro Rosso. Echipa a anunțat pe 7 august 2006 că l-a semnat pe Mark Webber pentru a conduce alături de Coulthard pentru sezonul 2007, în locul lui Christian Klien, care și-a încheiat asocierea cu echipa. Klien a fost înlocuit de Robert Doornbos pentru ultimele trei curse din 2006. Doornbos a devenit al treilea pilot al echipei pentru 2007. În 2007, Red Bull a devenit oficial un constructor austriac prin primirea unei licențe austriece, deși a continuat să opereze de la aceeași bază din Marea Britanie. Red Bull Racing și-a consolidat și mai mult departamentul tehnic, angajându-l pe Geoff Willis ca director tehnic pe 17 iulie 2007.

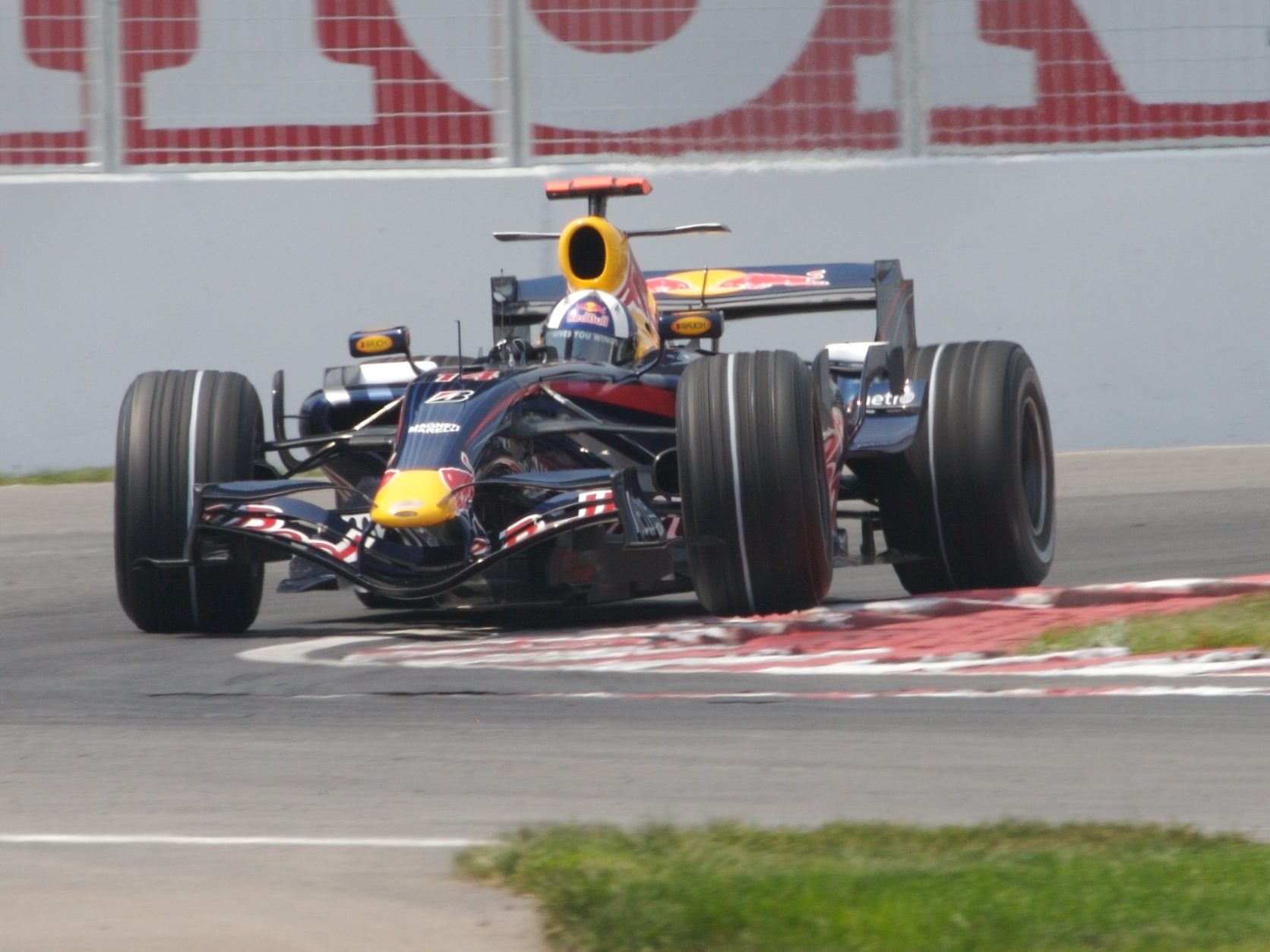
Monopostul RB3 a fost primul proiectat de Adrian Newey.

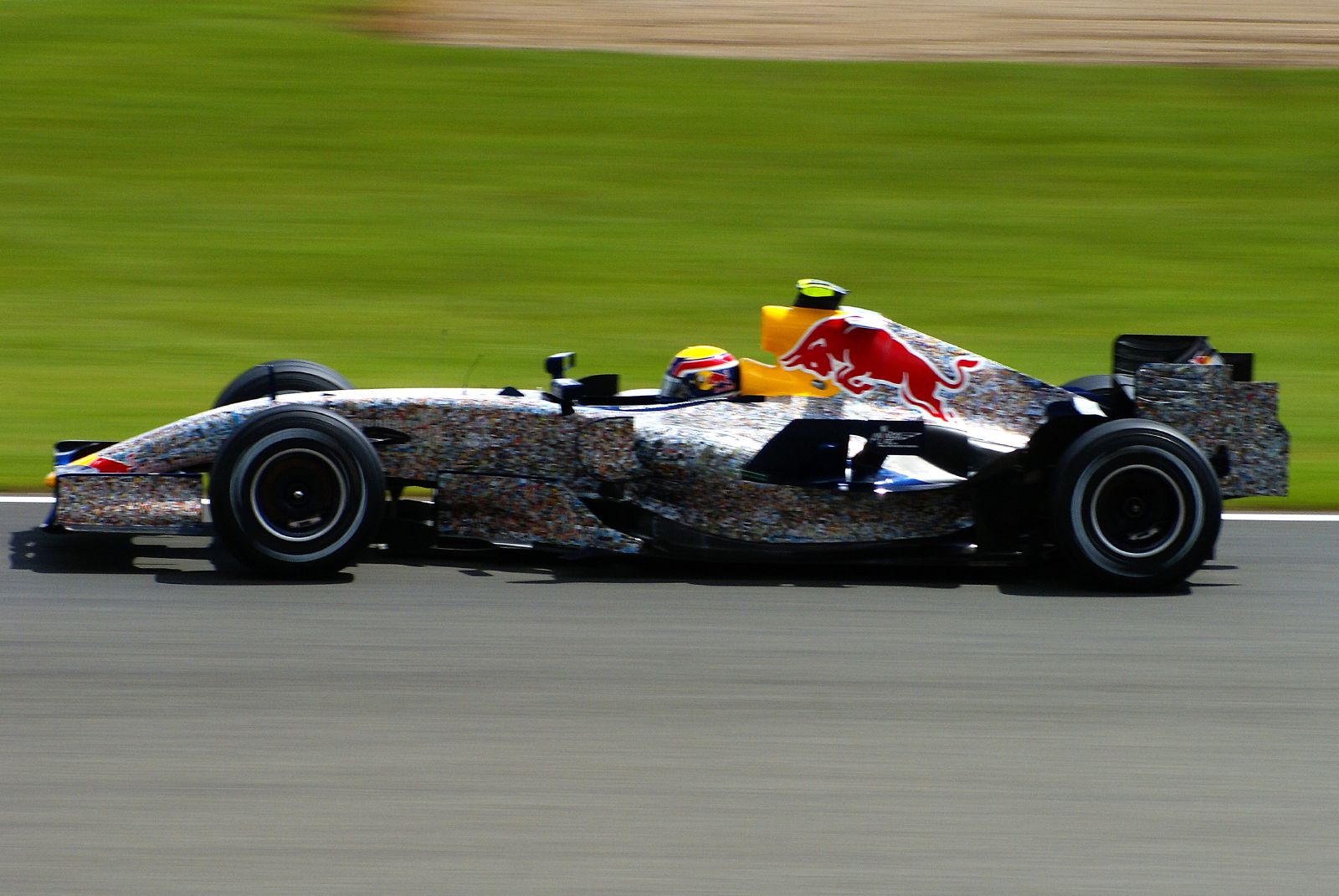
Pentru sezonul din, Mark Webber a fost adus la echipă.

În Bahrain, Coulthard și Webber se aflau pe locul 7 (cu Coulthard pornind din spatele grile) și, respectiv, pe locul 8, înainte ca problemele de fiabilitate să-i scoată pe ambii din cursă într-o succesiune rapidă. Cu toate acestea, în testele de la Barcelona, Coulthard a stabilit cel mai rapid tur în noua configurație a circuitului (doborât de atunci de Felipe Massa). Coulthard și-a asigurat primele puncte ale echipei obținând un loc 5 cu o cutie de viteze defectă în ultimele tururi din Spania, în timp ce Webber a avut probleme hidraulice tot weekendul, retrăgându-se în cele din urmă din cursă după ce nu a reușit să stabilească un tur competitiv în calificări. Creșterea de performanță pe care echipa a experimentat-o pe pista catalană i-a lăsat atât pe piloți, cât și pe echipă optimiști cu privire la rezultatele lor viitoare, problemele de fiabilitate fiind la fel de importante ca și creșterea ritmului lor deja competitiv.
Ulterior, piloții au părut să aibă mai mult noroc în timpul imprevizibilului Mare Premiu al Europei din 2007, în care Webber a terminat pe locul 3, al doilea său podium din carieră. Coulthard a terminat și el pe un puternic loc 5, care a fost atât mai impresionant prin faptul că a început de pe locul 20 pe grilă. Red Bull a avut un final puternic de sezon. Webber a fost aproape de victorie la Marele Premiu al Japoniei, dar a fost implicat într-un accident cu Sebastian Vettel. În timpul aceleiași curse, Coulthard și-a demonstrat din nou abilitatea pe vreme umedă și a terminat pe locul 4. La Marele Premiu al Chinei, Red Bull a avut o sesiune competitivă de calificări. Coulthard a obținut locul 5 pe grilă, alături de Webber pe locul 9.

#### 2008

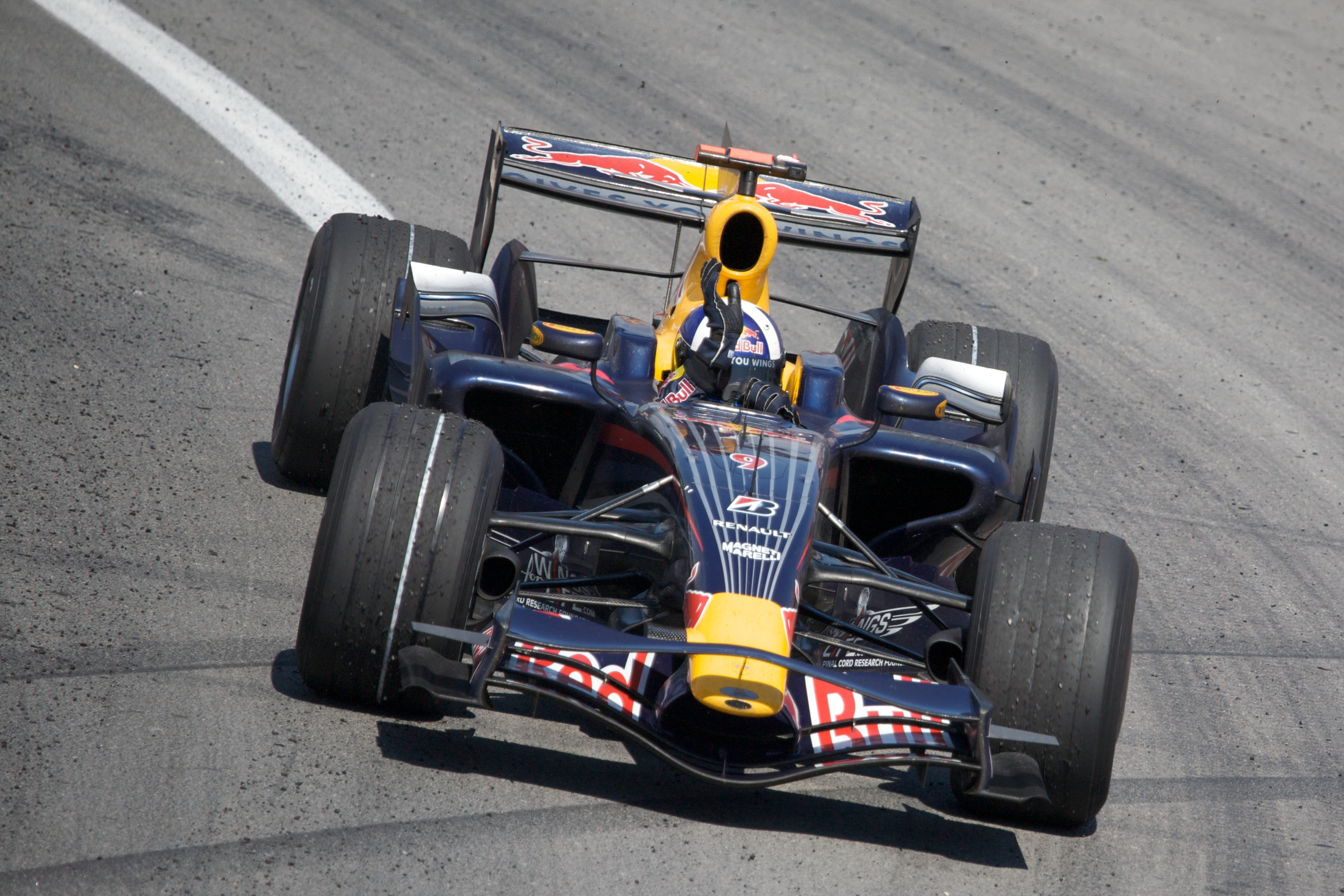
David Coulthard salutând publicul după ce a obținut locul 3 în din. Acesta a fost ultimul său podium din Formula 1, el retrăgându-se din sport la finalul sezonului.

Red Bull a continuat cu aceiași piloți în 2008 și a avut numerele 9 și 10 pe mașinile lor după ce a terminat pe locul 5 în Campionatul Constructorilor din 2007. Red Bull a prezentat monopostul RB4 pe circuitul de la Jerez pe 16 ianuarie și a anunțat că Sébastien Buemi va fi pilotul lor de testare și rezervă pentru 2008. După ce Webber s-a retras din runda de deschidere, a continuat să marcheze puncte în 5 curse consecutive. Coulthard a avut un început mai greu de sezon în 2008 din cauza calificărilor slabe, dar un loc al treilea în Canada i-a oferit lui Red Bull primul podium de la Marele Premiu al Europei din 2007 încoace. La jumătatea anului, echipa adunase 24 de puncte – la fel ca totalul din sezonul 2007 – și se afla într-o luptă acerbă cu Toyota și Renault pentru locul 4 în Campionatul Constructorilor. Echipa și-a rezolvat, de asemenea, problemele de fiabilitate persistente din anul precedent.
Cu toate acestea, pe măsură ce sezonul a progresat, Red Bull nu a reușit să țină pasul cu concurenții lor. Red Bull a marcat doar 5 puncte în ultimele 10 curse, iar Toro Rosso – echipa „B” a Red Bull – a depășit-o în Campionatul Mondial până la sfârșitul sezonului după ce a câștigat Marele Premiu al Italiei, afectat de ploaie, devenind prima echipă deținută de Red Bull care câștigă o cursă. Coulthard și-a anunțat retragerea din Formula 1 la Marele Premiu al Marii Britanii.

### Ascensiunea (2009)

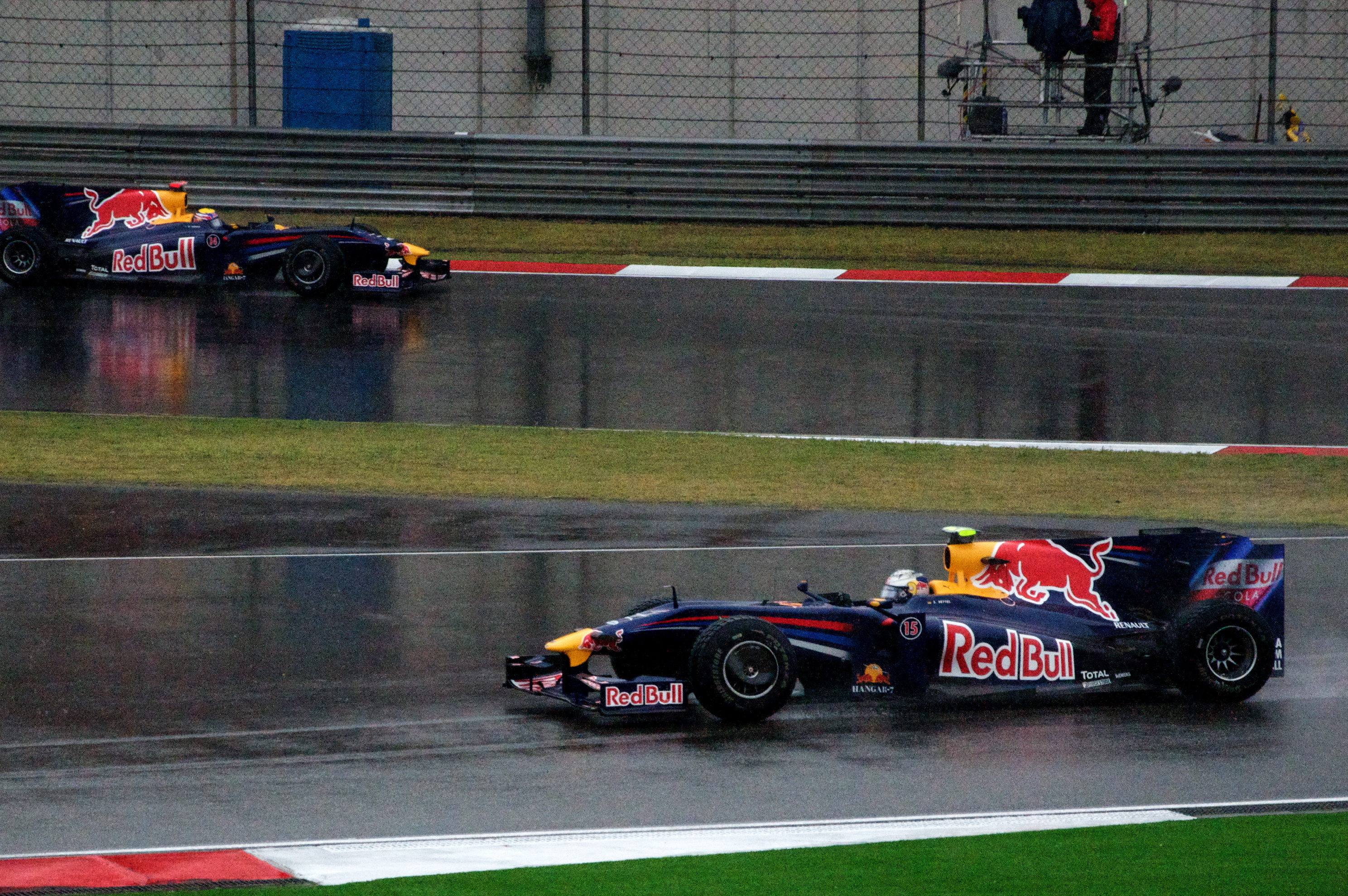
Sebastian Vettel a obținut prima victorie pentru echipă la din.

Pentru 2009, Red Bull și-a lansat virtual noul șasiu RB5 pe 8 februarie, utilizând un videoclip 3D generat de computer, narat de Sebastian Vettel. Lansarea fizică a mașinii a avut loc a doua zi. Echipa și-a asigurat primul pole position din istorie la Marele Premiu al Chinei prin Sebastian Vettel, înregistrând cel mai rapid timp cu doar un singur tur de calificare în Q3. Mark Webber s-a calificat pe locul trei pe grilă. A doua zi, Vettel a câștigat, Webber terminând pe locul doi. Victoria lui Vettel, în condiții de ploaie, a marcat prima victorie a lui Red Bull Racing.

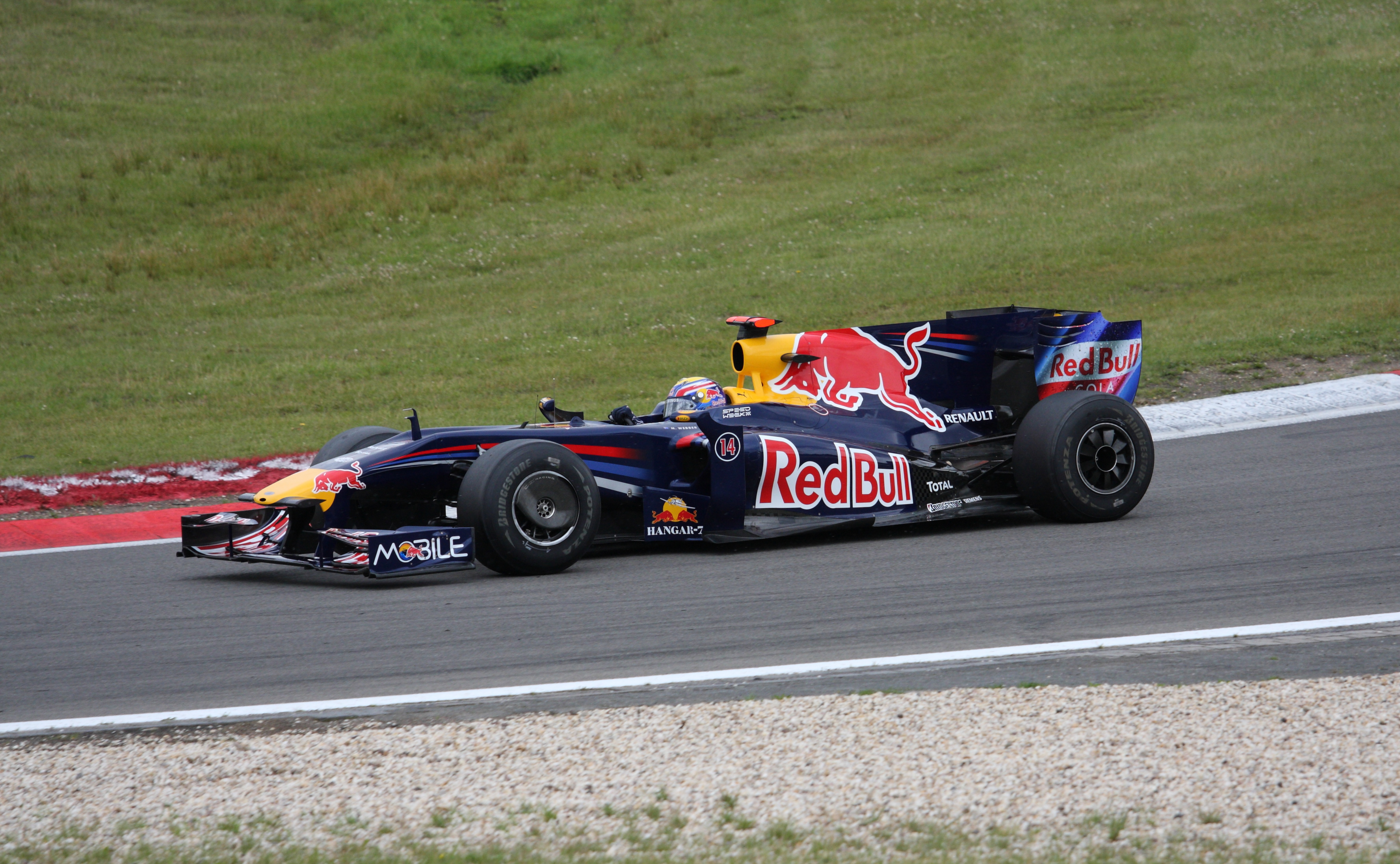
Mark Webber a obținut și el prima sa victorie pentru Red Bull după ce a câștigat.

În următoarea cursă, Marele Premiu al Bahrainului, după ce s-a calificat pe locul 3, Vettel a terminat pe locul al doilea în spatele lui Jenson Button și a adunat alte opt puncte în campionatul mondial. La Marele Premiu al Spaniei, Webber și Vettel au terminat pe locul al treilea și, respectiv, al patrulea, după ce s-au calificat pe locul cinci și al doilea. În Turcia, Webber și Vettel au terminat pe locul al doilea, respectiv al treilea. La Marele Premiu al Marii Britanii, mașina a avut noi îmbunătățiri, iar Sebastian Vettel a câștigat după ce s-a calificat în pole position, punând capăt seriei de patru victorii consecutive a liderului din campionat, Jenson Button. Echipa a mai obținut o clasare 1–2 la Marele Premiu al Germaniei, cu Mark Webber obținând prima sa victorie, fiind urmat de Sebastian Vettel pe locul 2. Mark Webber a obținut și a doua sa victorie în Formula 1 la Marele Premiu al Braziliei. Un alt rezultat de 1–2 pentru echipă a fost obținut la Marele Premiu de la Abu Dhabi, cursa de sfârșit a sezonului, de data aceasta cu Vettel terminând înaintea lui Webber.
Vettel a terminat pe locul al doilea în Campionatul Piloților, cu 84 de puncte acumulate, la 11 în spatele lui Jenson Button. Mark Webber a terminat pe locul patru cu 69,5 puncte. Echipa a terminat, de asemenea, pe locul al doilea în Campionatul Constructorilor cu 153,5 puncte, la 18,5 puncte în spatele campioanei Brawn GP.

### Dominarea (2010-2013)

#### 2010: Primul titlu mondial
Pentru sezonul 2010, echipa i-a păstrat atât pe Mark Webber, cât și pe Sebastian Vettel, Renault rămânând furnizorul de motoare.

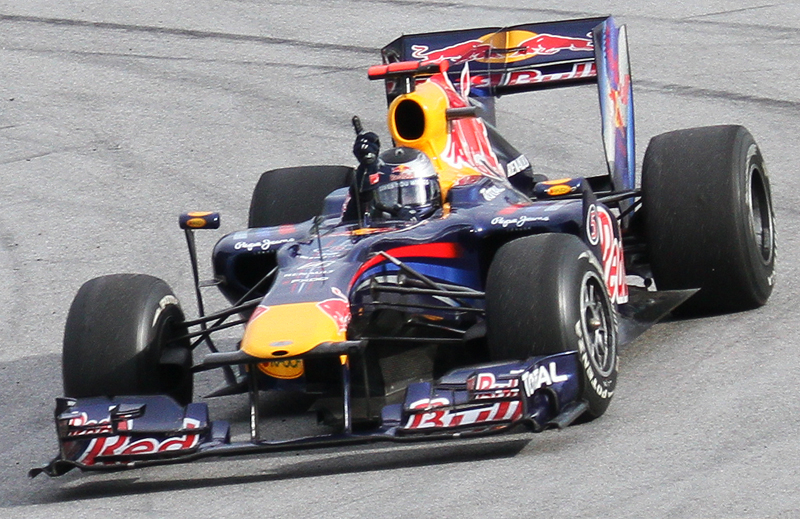
Vettel a obținut prima victorie a sezonului pentru Red Bull la.

În runda de deschidere, Marele Premiu al Bahrainului, Vettel a ocupat pole position, în timp ce Webber s-a calificat pe locul șase. Vettel a terminat cursa pe locul patru, iar Webber pe locul opt. În Australia, Vettel a luat din nou pole-ul, iar Webber poziția a doua. Vettel a condus cursa și părea să ia victoria, dar a raportat o vibrație a uneia dintre roțile din față pe mașina sa. Câteva viraje mai târziu, Vettel a ieșit de pe pistă și s-a retras ulterior, din cauza unei defecțiuni la frână. Webber s-a ciocnit cu Lewis Hamilton, distrugându-și aripa din față. A oprit la boxe pentru a obține una nouă și a terminat pe locul 9, înscriind două puncte. În Malaysia, de această dată Webber a luat pole-ul, cu Vettel pe poziția a treia. Vettel a reușit să treacă atât de Nico Rosberg, cât și de Webber înainte de primul viraj, râmânând ulterior la conducerea cursei pentru a lua prima victorie a anului pentru echipă. Webber a terminat cele din urmă pe locul doi, echipa urcând pe locul trei în Campionatul Constructorilor. Echipa a marcat din nou pole position în China, când Vettel a reușit să stabilească un timp mai rapid decât Webber, care a completat prima linie pentru Red Bull. Webber l-a depășit pe Vettel la start, dar ambii au fost depășiți de Fernando Alonso, căruia i s-a acordat ulterior o penalizare pentru un start fals. Cursa a fost lovită apoi de ploaie, iar Jenson Button a făcut cea mai bună strategie și a câștigat cursa, Vettel a terminat pe locul șase, în timp ce Webber pe locul opt. Acest lucru i-a lăsat pe Vettel și pe Webber pe locul cinci și, respectiv, pe locul șapte în Campionatul Piloților, iar echipa pe locul trei în Campionatul Constructorilor.

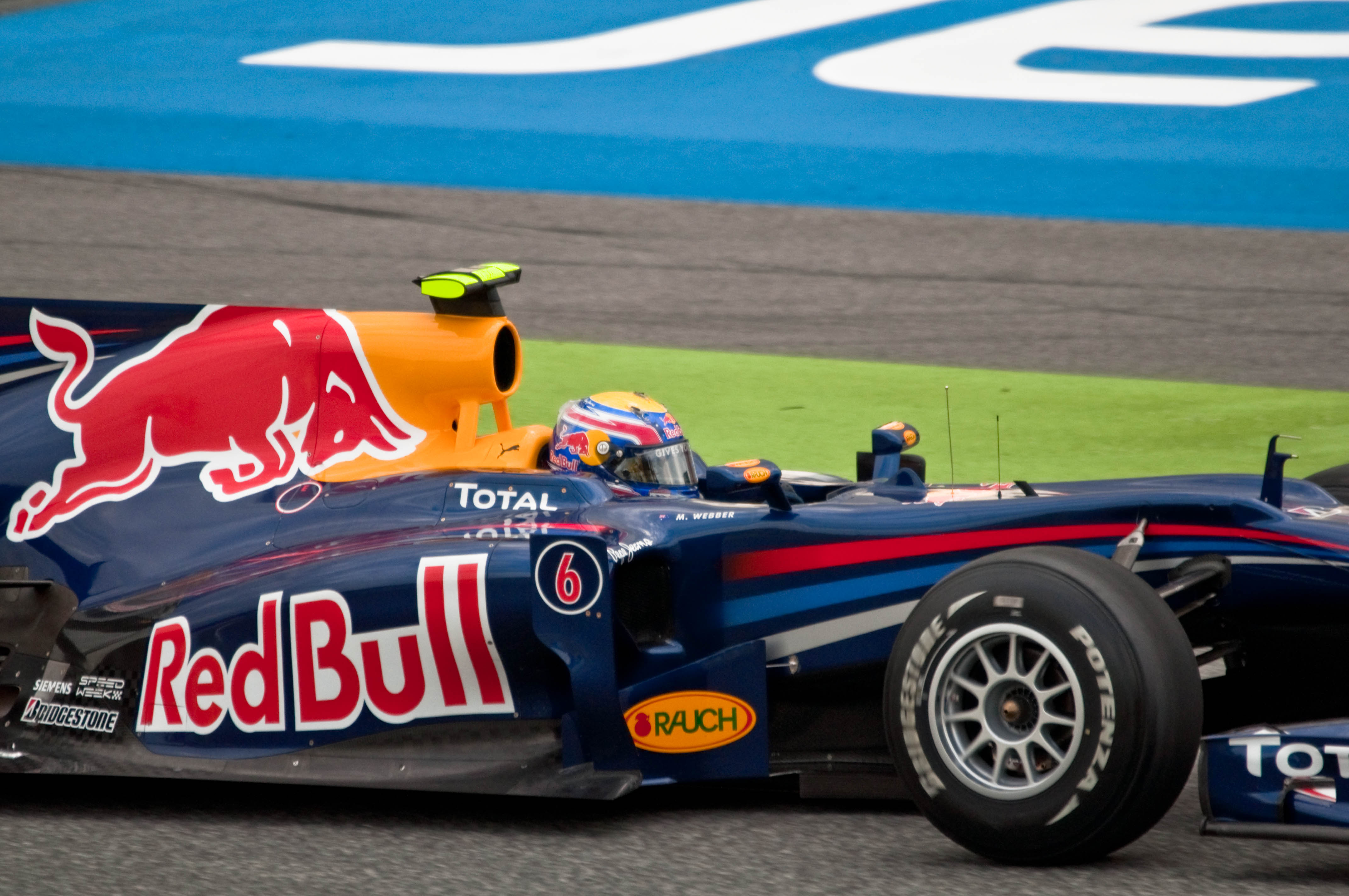
Webber, câștigătorul Marelui Premiu al Spaniei din 2010.

La Marele Premiu al Spaniei, Webber a câștigat confortabil cursa, plecând din pole position. Webber a ocupat din nou pole position la Marele Premiu al Principatului Monaco; Vettel s-a calificat pe locul al treilea în spatele lui Robert Kubica de la Renault, dar l-a depășit la start. Webber a câștigat cursa și Vettel a terminat pe locul doi. După cursă, Webber și Vettel aveau același număr de puncte, 78, și se aflau la conducerea campionatului, cu Webber pe primul loc datorită celor două victorii ale sale. Echipa conducea, de asemenea, Campionatul Constructorilor. La Marele Premiu al Turciei, Webber a ocupat din nou pole position, marcând al șaptelea pole consecutiv pentru echipă. După opririle la boxe, Webber și Vettel se aflau pe primele două poziții până în turul 40, când Vettel a încercat să-l depășească pe Webber, ceea ce a dus la o coliziune între cei doi. Webber a terminat pe locul al treilea, în timp ce Vettel a fost forțat să se retragă. Nici unul dintre piloți nu și-a asumat 100% din responsabilitate, în timp ce membrii seniori ai echipei au făcut aluzie la ideea că Webber nu a oferit „suficient spațiu” pentru Vettel. În Canada, Hamilton a ocupat pole position – primul pole non-Red Bull al anului. Webber și Vettel au fost al doilea și, respectiv, al treilea în calificări, înainte ca perechea să termine 4-5 în cursă.

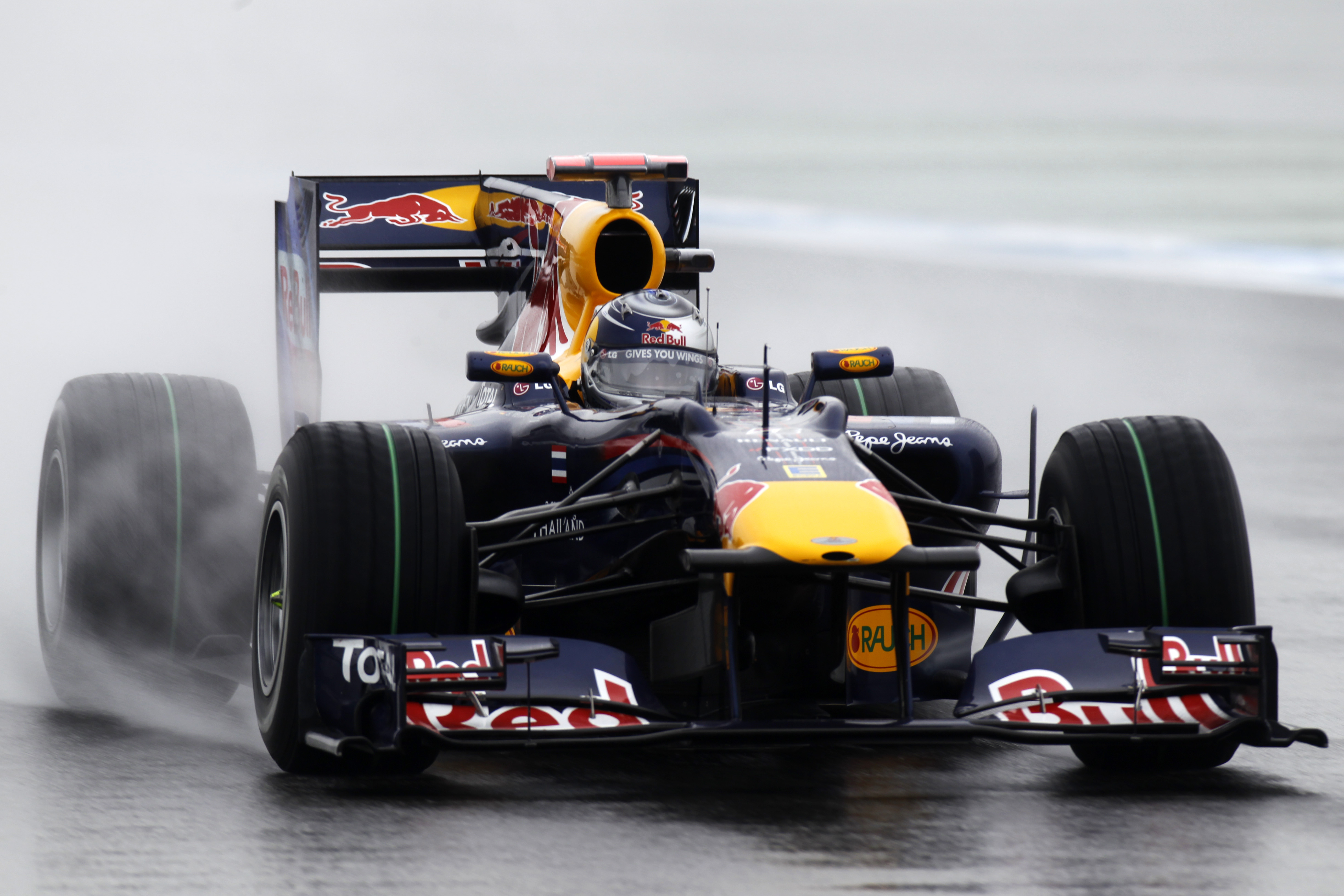
Vettel în Marele Premiu al Germaniei din 2010.

La Marele Premiu al Europei de la Valencia, Spania, Vettel a câștigat din pole position, conducând fiecare tur al cursei. La Marele Premiu al Marii Britanii de la Silverstone, Vettel a luat al cincilea său pole position din sezon. După un început prostd de cursă, a făcut o pană și, ulterior, a căzut la coada grilei, terminând în cele din urmă pe locul șapte. Webber, care a plecat de pe locul doi, a câștigat după ce a condus întreaga cursă. Vettel s-a calificat în pole position în fața celor două mașini Ferrari din Germania, dar și-a încheiat cursa de acasă în spatele perechii, pe locul trei. În timpul cursei, Felipe Massa l-a lăsat, controversat, pe Fernando Alonso să treacă în frunte pentru a câștiga cursa, după un mesaj din partea echipei. Directorul echipei Red Bull, Christian Horner, a spus: „Acesta a fost cel mai flagrant ordin de echipă de până acum”. De asemenea, a criticat Ferrari pentru că nu și-a lăsat piloții să se întreacă între ei. La Marele Premiu al Ungariei de la Budapesta, Vettel a ocupat din nou pole-position și a condus cursa până când a ieșit mașina de siguranță. A primit apoi o penalizare de drive-through pentru depășirea distanței maxime de zece mașini dintre el și mașina de siguranță. Asta l-a făcut să termine pe locul al treilea. Webber a câștigat cursa după ce și-a folosit anvelopele super-soft timp de mai mult de jumătate din cursă pentru a-și construi un avantaj care să-l mențină în frunte după oprire. Webber a câștigat, cu Fernando Alonso la zece secunde în urmă, pe locul doi.

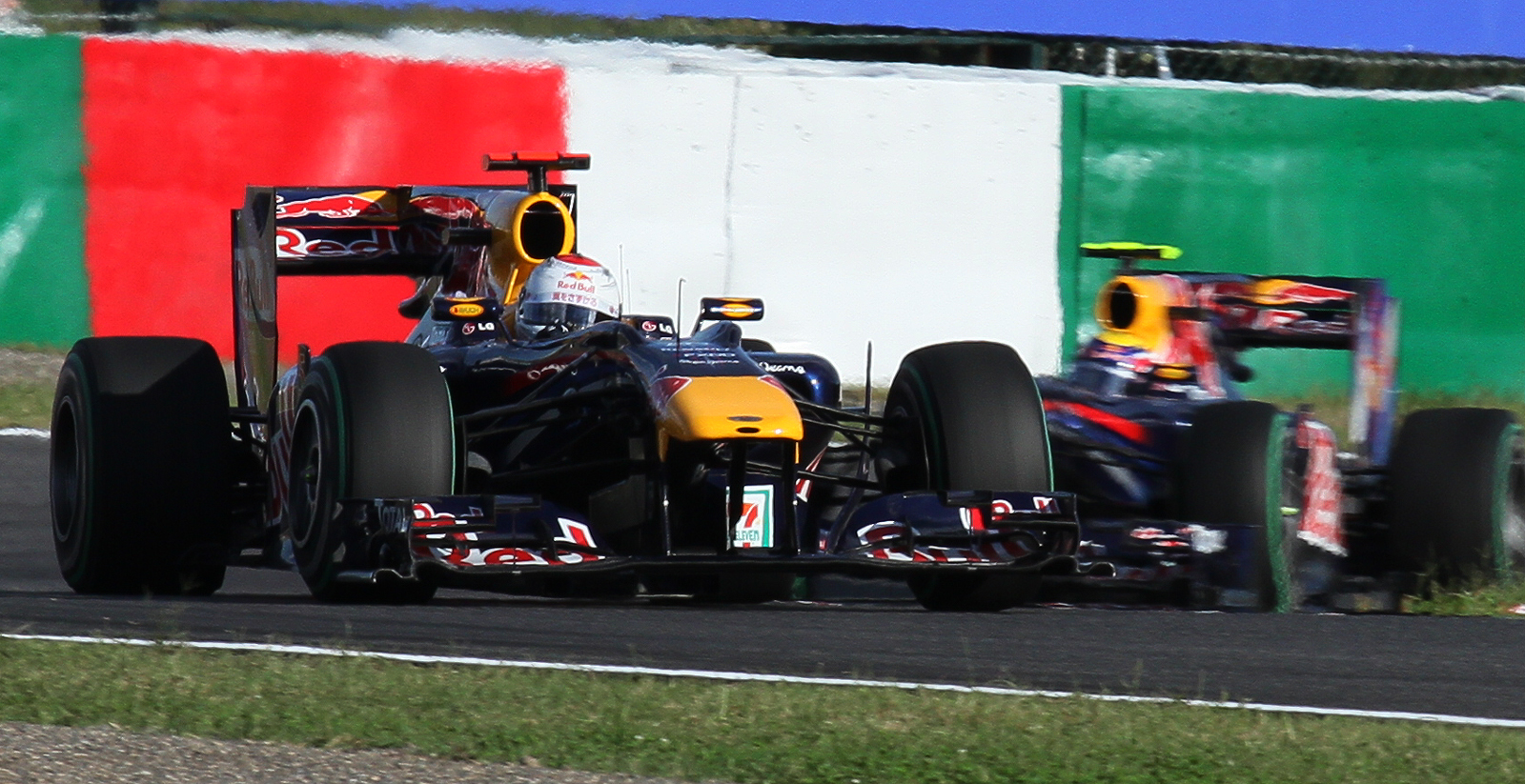
Vettel urmărit de Webber în Marele Premiu al Japoniei din 2010.

Marele Premiu al Belgiei l-a văzut pe Webber să obțină pole position, în ciuda faptului că McLaren și Ferrari aveau un avantaj de viteză în linie dreaptă. La start, s-a aprins dispozitivul anti-calare de pe mașina lui Webber, coborându-l pe australian pe locul 5. Vettel, între timp, pe locul 3 (după ce a început de pe locul 4) îl urmărea pe Jenson Button pentru locul 2 când s-a ciocnit de britanic în virajul Bus Stop. Button s-a retras din cursă, în timp ce Vettel a putut să intre la boxe pentru reparații, dar a primit ulterior o penalizare drive-through. Webber a reușit să valorifice retragerile lui Button și Alonso, precum și o greșeală a lui Kubica de la Renault, în timpul opririi sale, și să termine pe locul 2, în spatele câștigătorului cursei, Hamilton. La Marele Premiu al Italiei de la Monza, Webber a terminat pe locul 6, în timp ce Vettel s-a clasat pe patru. La Marele Premiu al Coreei de Sud de la Yeongam, Vettel a oferit echipei al 19-lea pole position, în timp ce Webber a început de pe locul al doilea. În turul 18, Webber s-a învârtit și a lovit Mercedes-ul lui Nico Rosberg, determinând ambii piloți să se retragă. Mai rău urma să vină pentru echipă când motorul lui Vettel s-a defectat la doar 10 tururi înainte de final, în timp ce el era în frunte, iar germanul s-a retras și i-a predat conducerea lui Alonso. Red Bull a suferit prima dublă retragere de la Marele Premiu al Australiei din 2008 și, în consecință, Webber și-a pierdut conducerea în campionat, iar defecțiunea motorului lui Vettel l-a împiedicat să conducă campionatul pentru prima dată în 2010, dar echipa conducea în continuare Campionatul Constructorilor.

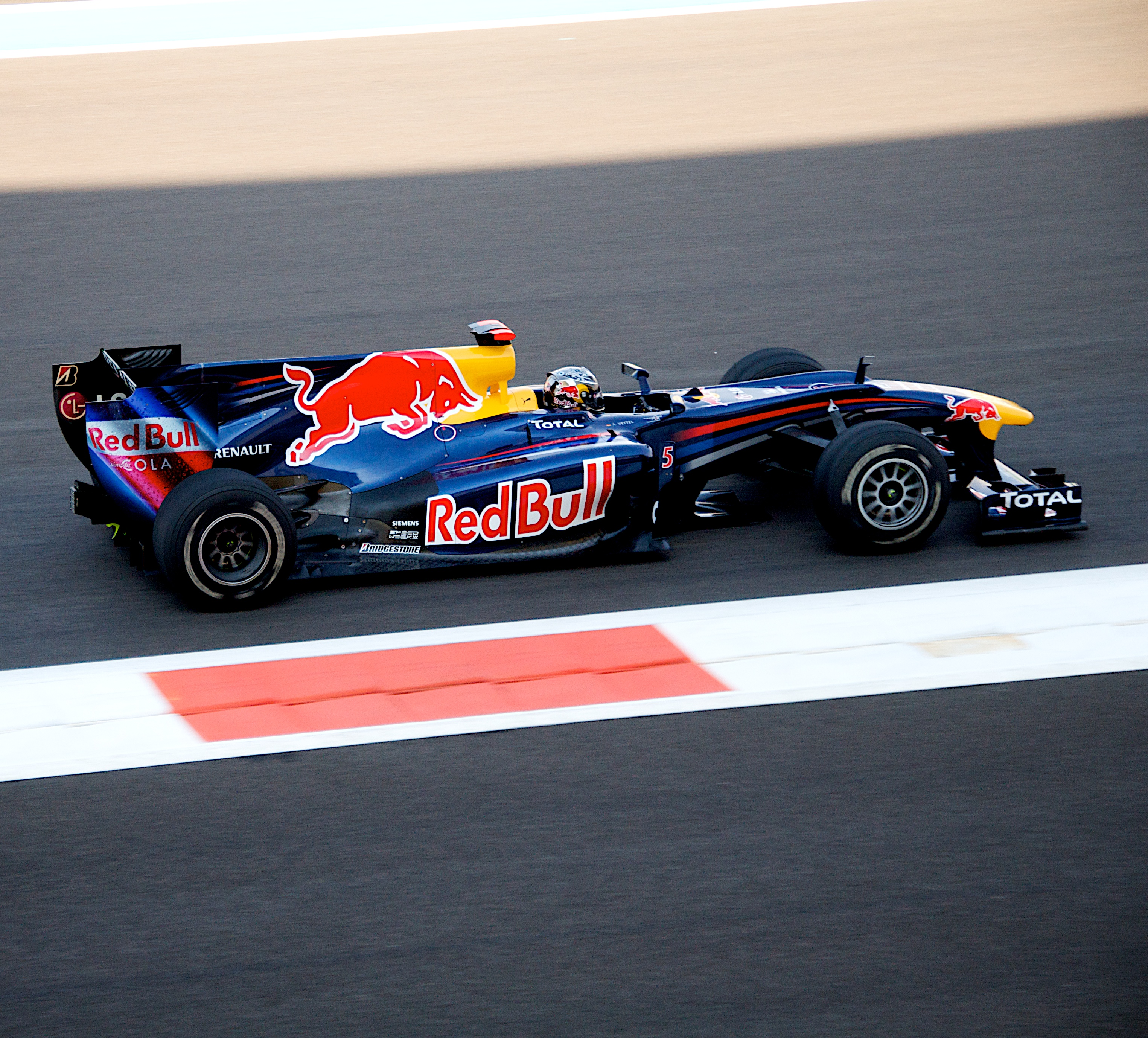
După ce echipa și-a adjudecat titlul la constructori în cursa precedentă, Sebastian Vettel a devenit cel mai tânăr campion mondial la din.

La Marele Premiu al Braziliei, Red Bull Racing a devenit pentru prima dată campioană al constructorilor după ce Sebastian Vettel și Mark Webber au terminat 1–2 în cursă, suficient pentru a nu mai putea fi ajunși de McLaren și Ferrari. Făcând acest lucru, Red Bull a devenit prima echipă austriacă care a câștigat Campionatul Constructorilor de Formula 1. Christian Horner a declarat că obiectivul principal a fost atins și că acum scopul său rămas era să câștige Campionatul Piloților și „să pună cireașa pe tort”. În cursa finală de la Abu Dhabi, Sebastian Vettel a câștigat cursa și Campionatul Piloților de Formula 1. Red Bull a încheiat anul cu un total de 9 victorii, cinci fiind pentru Sebastian Vettel și patru pentru Mark Webber. Red Bull a obținut un total de 9 victorii, 5 ale lui Vettel și 4 ale lui Webber, 15 pole position-uri, 10 pentru Vettel și 5 pentru Webber. Echipa a marcat șase cele mai rapide ture, trei de către Vettel și trei de Webber. Horner a lăudat, de asemenea, sportivitatea ambilor piloți, declarând că s-au comportat într-un mod bine ordonat și educat.

#### 2011-2012

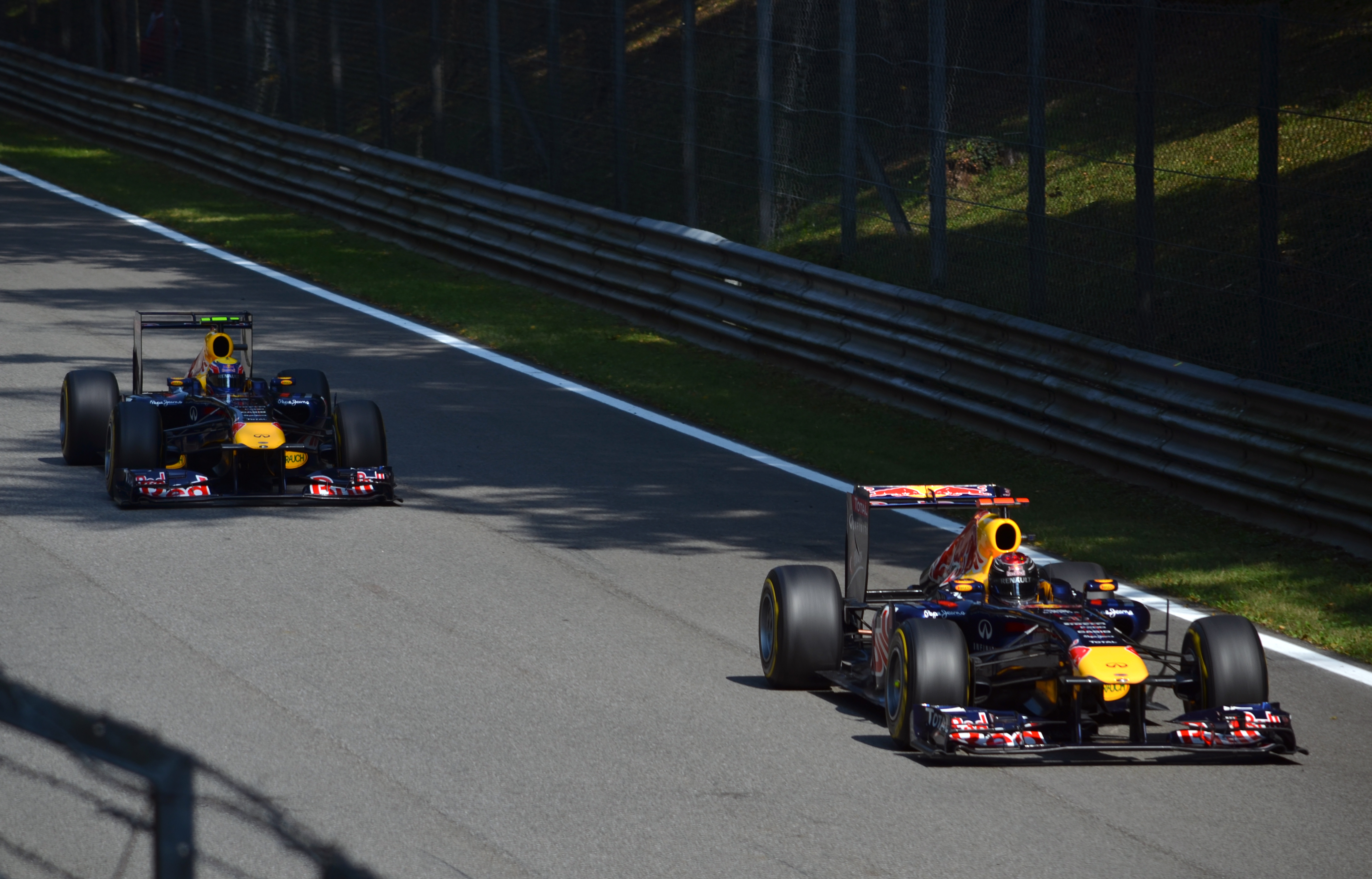
Red Bull a dominat sezonul, obținând 12 victorii din 19 posibile.

Red Bull Racing a fost promovat oficial la statutul de partener complet al Renault, primind motoare gratuite, deoarece echipa de constructori Renault a fost redenumită în Lotus Renault GP. Atât Sebastian Vettel, cât și Mark Webber au fost menținuți de echipă pentru sezonul 2011, la fel ca furnizorul de motoare Renault. Vettel și-a apărat titlul mondial – devenind al nouălea pilot care a făcut acest lucru – după ce a câștigat unsprezece din cele 19 curse ale sezonului și a obținut, de asemenea, 15 pole position-uri în timpul sezonului, doborând recordul lui Nigel Mansell din sezonul 1992. Webber a încheiat sezonul pe locul trei în campionat, luând o victorie, în cursa finală a sezonului. Echipa și-a apărat și ea titlul respectiv, încheind sezonul cu 650 de puncte în Campionatul Constructorilor, cu 153 de puncte în fața următoarei echipe, McLaren. Marca de automobile premium a Nissan, Infiniti, s-a alăturat Red Bull Racing ca partener oficial pentru sezoanele 2011 și 2012. Siglele Infiniti au aparut pe mașina de curse, costumul de curse al piloților și echipamentul echipei.

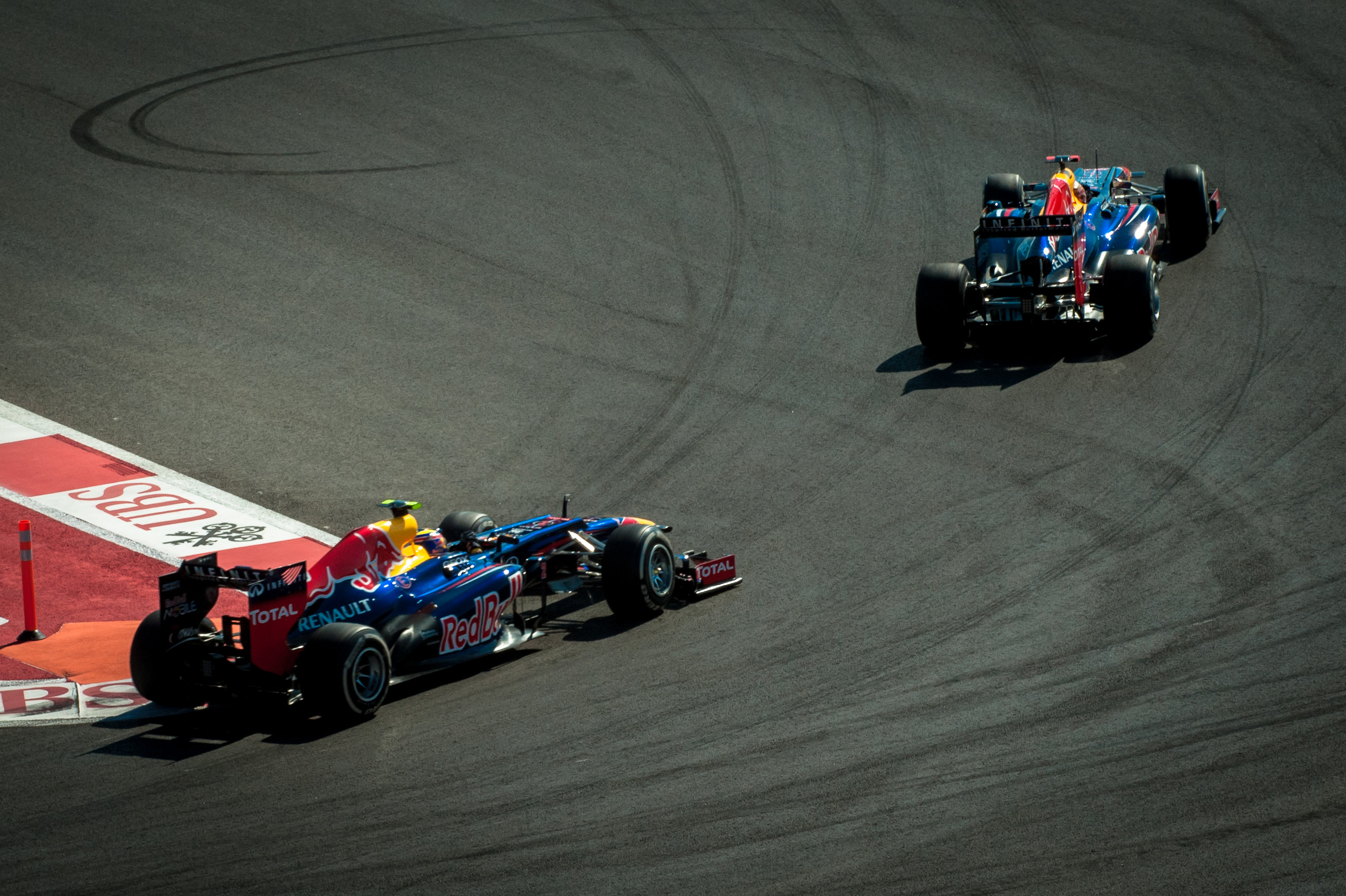
Red Bull Racing și-a adjudecat al treilea titlu la constructori la din.

Pentru sezonul 2012, aceiași Vettel și Webber au continuat pentru Red Bull. Webber a fost semnat cu o prelungire a contractului cu un an, în timp ce Vettel a continuat în baza actualului său acord multianual, care se încheie la sfârșitul anului 2014. Vettel a câștigat pentru a treia oară consecutiv Campionatul Piloților, făcându-l cel mai tânăr triplu campion mondial, depășindu-l pe Ayrton Senna. Red Bull a devenit și ea triplă campioană mondială, adjudecându-și titlul la penultima cursă a sezonului, Marele Premiu al Statelor Unite.

#### 2013: Patru la rând
Echipa a fost redenumită Infiniti Red Bull Racing pentru sezonul 2013, după anunțul că marca de automobile premium Infiniti a devenit partener de titlu al echipei. Infiniti Red Bull a continuat cu piloții Sebastian Vettel și Mark Webber pentru al cincilea sezon consecutiv. Ca și în 2012, Webber a fost semnat pe un contract de un singur an, în timp ce Vettel a continuat să-și onoreze actualul acord pe mai mulți ani.

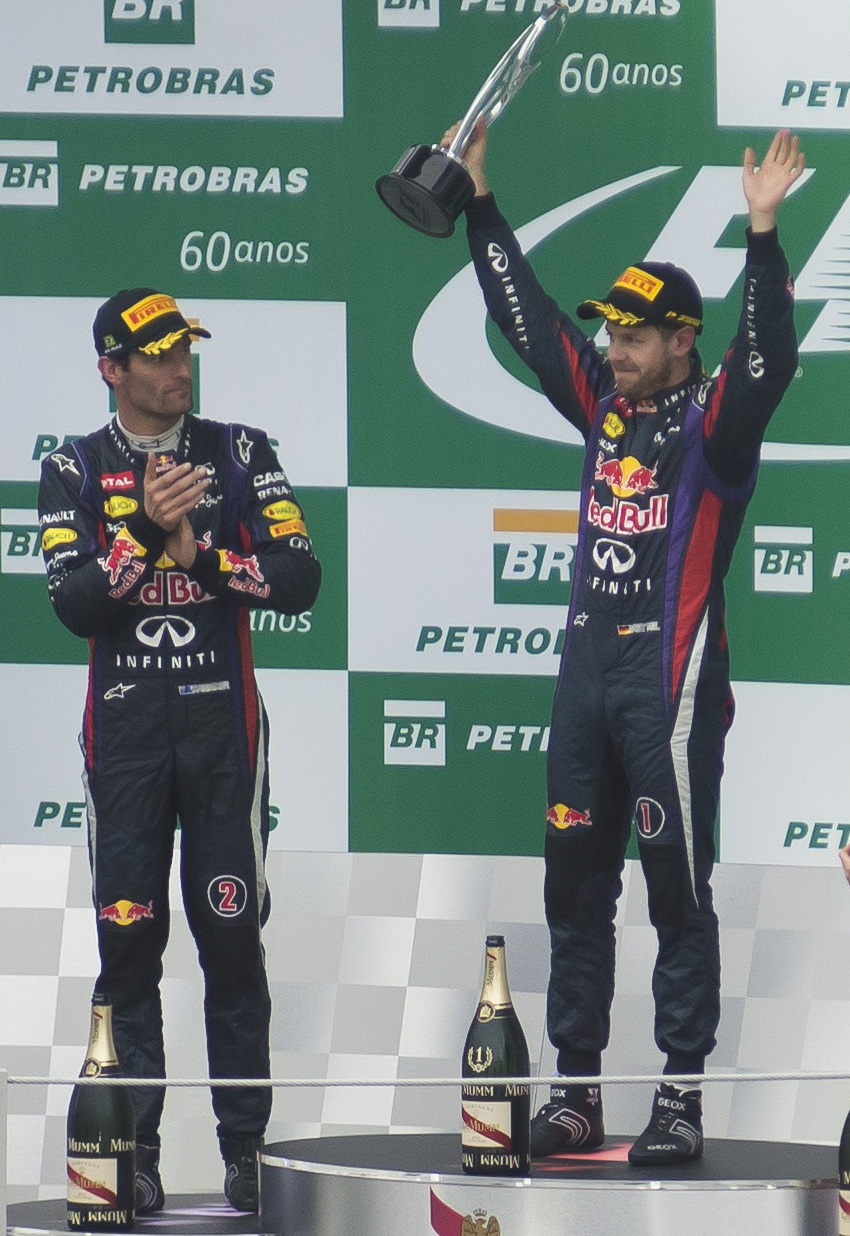
Mark Webber și Sebastian Vettel au fost coechipieri la Red Bull timp de cinci sezoane.

În Australia, prima cursă a sezonului, Vettel a plasat noul monopost RB9 în pole position, dar a avut dificultăți în cursă, terminând pe locul 3, în spatele rivalilor de titlu din 2012, Kimi Räikkönen și Fernando Alonso, în timp ce coechipierul Webber a terminat pe locul șase. În Malaysia, echipa a mers mai bine, Vettel calificându-se din nou în pole dar, spre deosebire de Australia, a câștigat cursa, deși într-o manieră foarte controversată. Vettel a câștigat cursa după ce nu a respectat ordinele echipei și astfel, în ciuda rezultatului 1–2, cursa a fost umbrită de acțiunile lui Vettel. În China, a treia cursă a sezonului, Vettel s-a calificat pe locul 9, în timp ce Webber s-a calificat pe locul 14. Vettel a terminat cursa pe locul 4, păstrându-și poziția de lider al Campionatul Mondial. În Bahrain, a patra cursă a sezonului, Vettel s-a calificat pe locul doi în spatele lui Nico Rosberg. Webber s-a calificat pe locul cinci, dar după o penalizare de 3 locuri pe grilă a început cursa de pe locul șapte. În cursă, Webber nu a reușit să-și îmbunătățească poziția de calificare, în timp ce coechipierul său a câștigat cursa într-un mod dominant. După cea de-a patra cursă a sezonului, Infiniti Red Bull conducea atât Campionatul Piloților, cât și cel al Constructorilor. Sebastian Vettel și-a prelungit contractul cu Infiniti Red Bull Racing până la sfârșitul anului 2015, în ciuda interesului din partea Ferrari și Mercedes. La Marele Premiu al Marii Britanii, Mark Webber și-a anunțat retragerea din Formula 1 la sfârșitul sezonului, după ce a semnat un contract cu Porsche în Campionatul Mondial de Anduranță FIA pentru 2014. S-a anunțat apoi înainte de Marele Premiu al Italiei că Daniel Ricciardo, pilotul Toro Rosso, îl va înlocui pe Webber pentru sezonul 2014, punând capăt zvonurilor despre aducerea lui Kimi Räikkönen de la Lotus.
La Marele Premiu al Italiei, Vettel a asigurat al 50-lea pole position al echipei și a 40-a victorie în Grand Prix. La Marele Premiu al Indiei, Vettel și-a adjudecat titlul la piloților și, făcând acest lucru, a câștigat Campionatul Constructorilor pentru Infiniti Red Bull Racing pentru al patrulea an consecutiv.

### Restructurarea echipei (2014-2018)

#### 2014: Sfârșitul unei ere

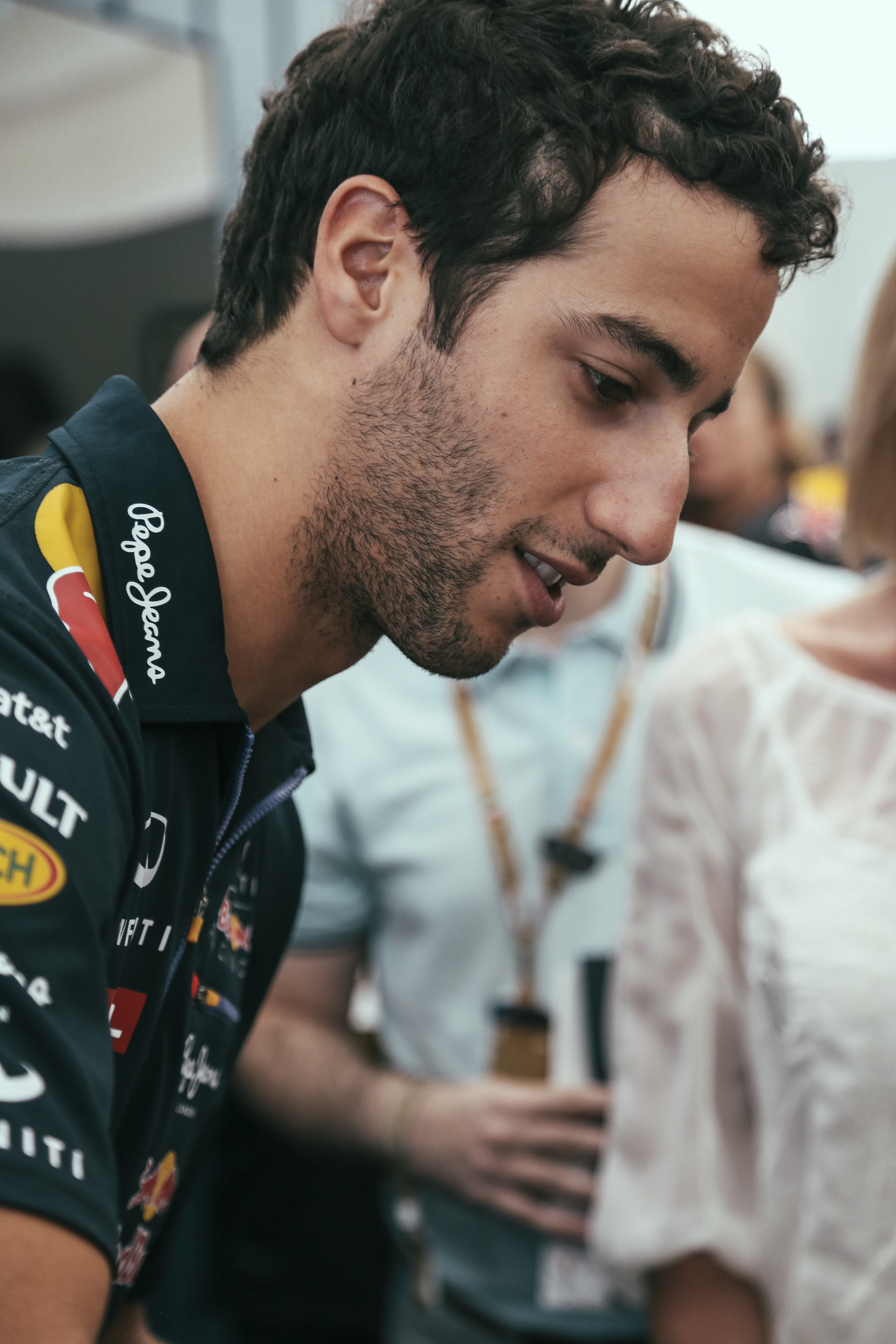
După plecarea lui Webber, Daniel Ricciardo a fost promovat de la Toro Rosso pentru.

Infiniti Red Bull a început sezonul cu campionul mondial Sebastian Vettel și Daniel Ricciardo, care l-a înlocuit pe Mark Webber, după ce acesta a anunțat în 2013 că se va muta la Porsche în Campionatul Mondial de Anduranță pentru 2014. În testele de presezon, a devenit clar, nu doar pentru Red Bull, ci și pentru alte echipe clienți Renault, că motorul Renault era foarte nefiabil și cu putere redusă în comparație cu motoarele Ferrari și Mercedes.
La Marele Premiu al Australiei, Ricciardo s-a calificat pe locul al doilea la prima sa cursă pentru echipă, în timp ce campionul en-titre Vettel s-a calificat pe doar pe locul 13, fiind la cel puțin 1,8 secunde în spatele pole-sitter-ului Lewis Hamilton. În cursa de duminică, Ricciardo a terminat pe locul al doilea, în timp ce Vettel s-a retras după doar trei tururi din cauza unei defecțiuni a unității de putere. Cu toate acestea, după cursă, Ricciardo a fost descalificat pentru încălcarea noii reguli a FIA de limitare a consumului de combustibil la 100 kg pe oră în fiecare cursă. A pierdut astfel podiumul. Red Bull a făcut apel la această decizie pe 14 aprilie, dar a pierdut cazul.

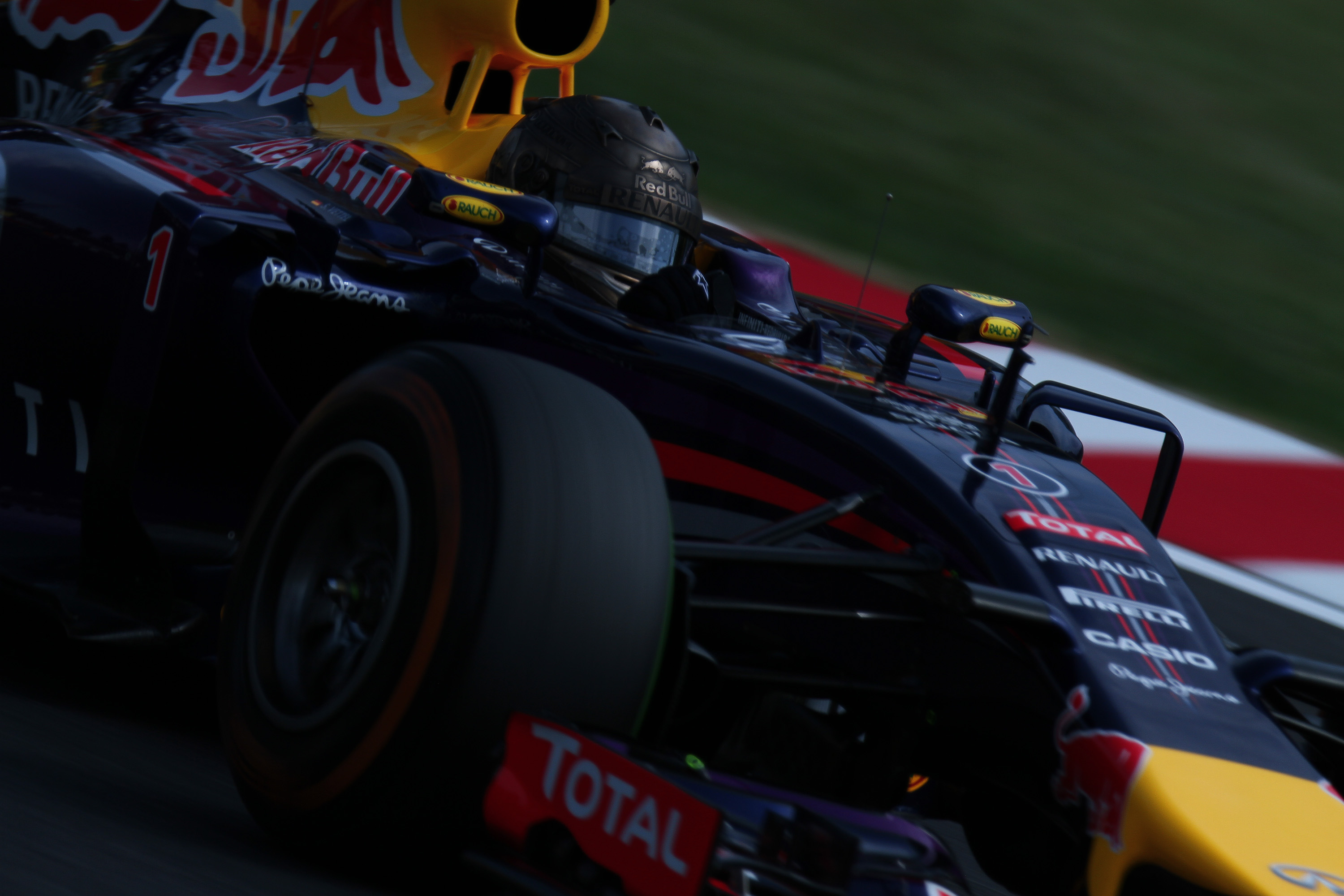
După patru titluri consecutive, Vettel a avut un sezon modest, fără nicio victorie, ceea ce l-a determinat să părăsească echipa la sfârșitul sezonului 2014.

La Marele Premiu al Malaysiei, Vettel s-a calificat pe locul al doilea, în timp ce Ricciardo s-a calificat pe locul cinci. În turul 49, Ricciardo a fost nevoit să se retragă din cauza unei defecțiuni tehnice, în timp ce Vettel a terminat pe locul al treilea și a obținut primul său podium al sezonului. Ricciardo a fost sancționat cu o penalizare de zece locuri pe grilă pentru Marele Premiu al Bahrainului, din cauza unei ieșiri nesigure de la boxe. În Bahrain, Ricciardo s-a calificat pe locul trei, dar a coborât pe locul 13 din cauza penalizării. Vettel s-a calificat pe locul 11. Ricciardo a reușit să termine pe locul patru, obținând primele sale puncte din sezon. Vettel a terminat pe locul șase. La Marele Premiu al Chinei, în condiții meteorologice dure, Ricciardo s-a calificat pe locul 2, cu Vettel pe locul al treilea. Ricciardo a terminat din nou pe locul 4, cu aproape 25 de secunde înaintea coechipierului său care a terminat pe locul 5.
Ricciardo avea să obțină primul podium din cariera sa ca la Marele Premiu al Spaniei, după ce s-a calificat pe locul al treilea, la o secundă în spatele lui Lewis Hamilton. Vettel nu a participat în Q3 din cauza problemelor cu cutia sa de viteze, care în cele din urmă trebuia înlocuită, fiind penalizat astfel cu cinci locuri pe grilă. În ciuda faptului că a pornit de pe poziția a 15-a, Vettel a reușit să termine cursa pe locul 4, stabilind cel mai rapid tur al cursei în acest proces. În Canada, Ricciardo a câștigat cursa, obținând prima sa victorie din carieră în Formula 1.

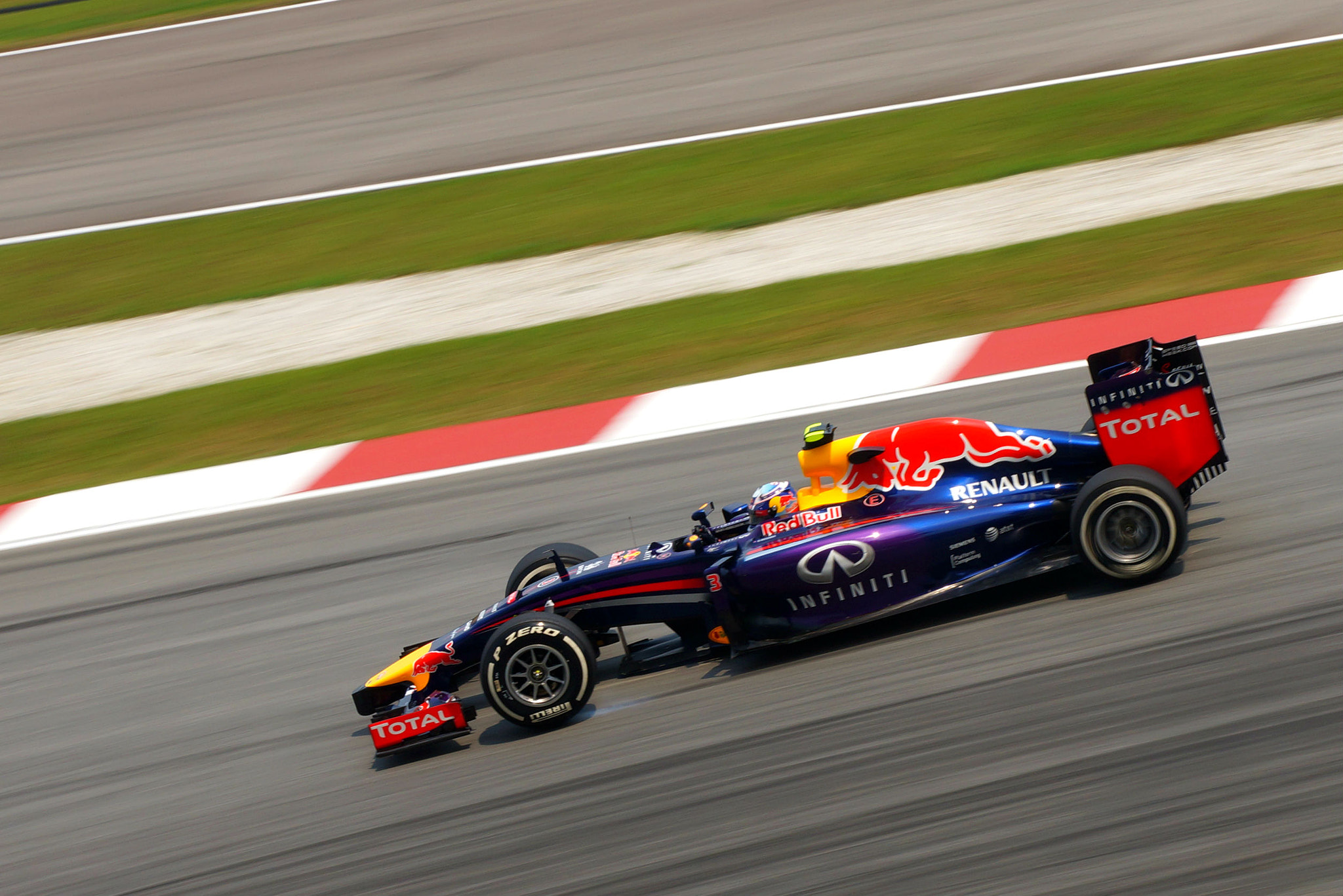
Ricciardo a obținut cele trei victorii ale echipei și a terminat pe locul 3 în Campionatul la Piloți din.

După un Mare Premiu al Austriei care a inclus retragerea celor trei mașini deținute de Red Bull din cauza motorului, Christian Horner a descris performanța motorului Renault ca fiind „inacceptabilă”. El a luat în râs Renault într-un interviu pentru Servus TV spunând că „diferența mare dintre Mercedes și Renault este că atunci când un pilot cu motor Mercedes apasă butonul de depășire mașina lui merge mai repede. Când piloții noștri, care au motor Renault, apasă butonul, mașina se oprește!.”

#### 2015: Forma slabă continuă

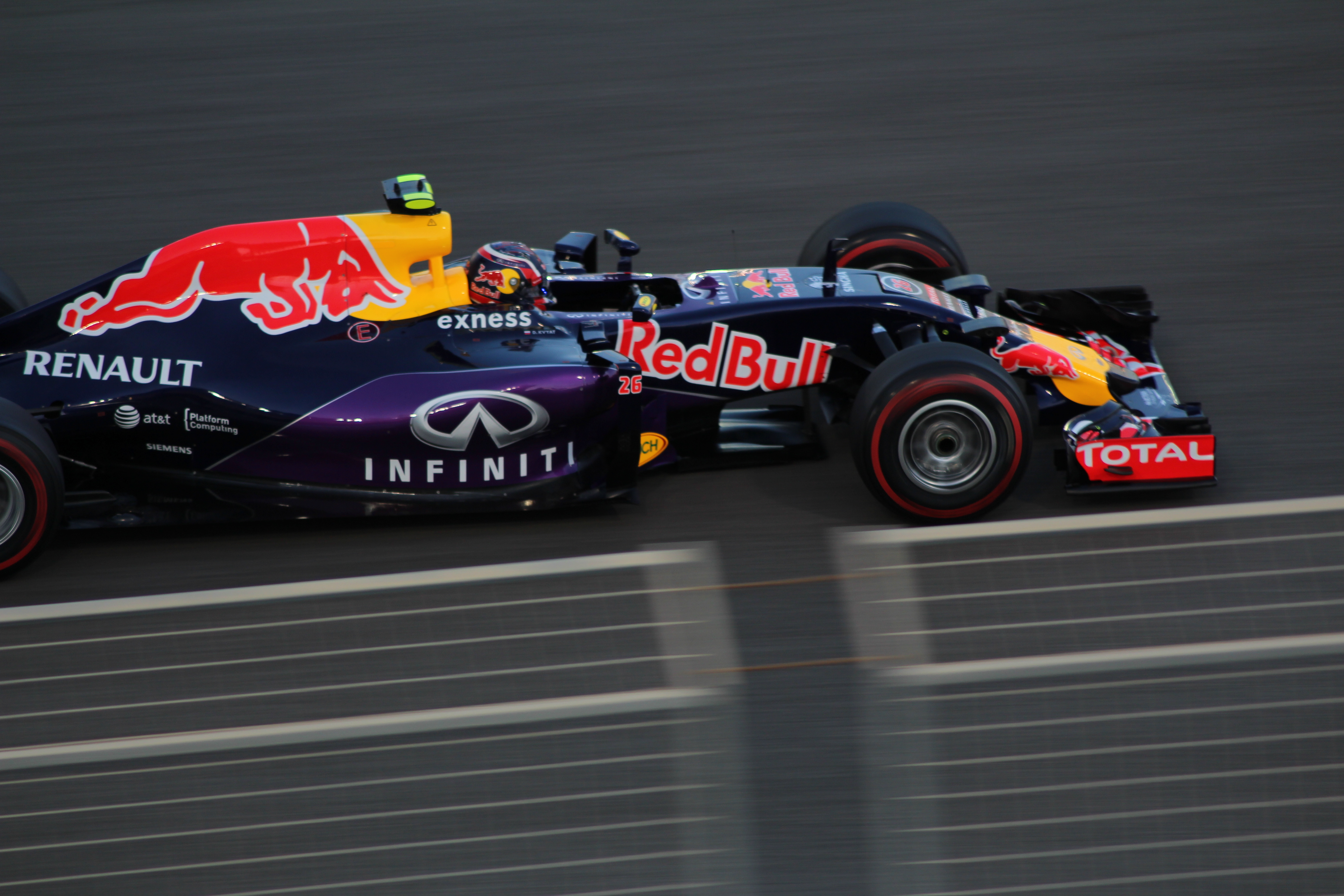
Daniil Kveat l-a înlocuit pe Vettel pentru.

Daniel Ricciardo a continuat pentru al doilea sezon cu echipa. La Marele Premiu al Japoniei de anul precedent, echipa a anunțat că Vettel va pleca după sezonul 2014. El a fost înlocuit de Daniil Kveat pentru 2015, care a petrecut un singur sezon cu echipa de juniori Toro Rosso.
Pentru Marele Premiu al Australiei, Ricciardo s-a calificat pe locul 7, în timp ce Kveat s-a calificat pe locul 13. Kveat nu a reușit să înceapă cursa din cauza unei defecțiuni a cutiei de viteze, în timp ce Ricciardo a terminat cursa pe locul șase, cu un tur în urma câștigătorului cursei, Lewis Hamilton. Echipa a marcat cel mai bun rezultat în Ungaria, unde Ricciardo și Kveat au terminat pe locurile 2 și 3. Singura lor oportunitate de a câștiga o cursă a avut loc la Marele Premiu al Statelor Unite, însă ambii piloți ai echipei au făcut unele greșeli, permițând ambelor mașini Mercedes să treacă de ei. Lewis Hamilton a câștigat cursa și, ca urmare, al treilea său Campionat Mondial de Formula 1.

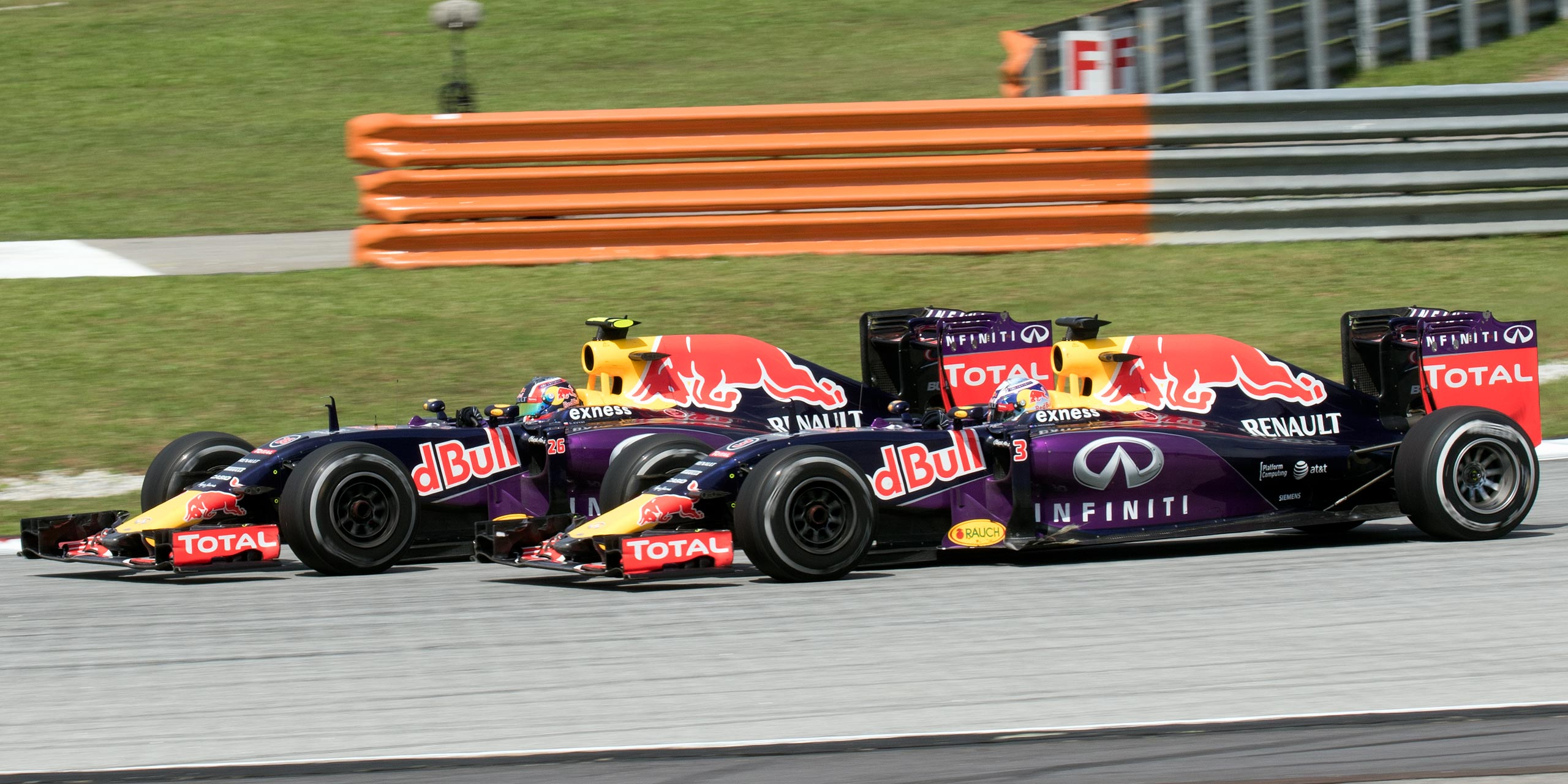
Duo-ul Red Bull în Marele Premiu al Malaysiei din 2015.

A fost primul sezon fără victorii pentru Red Bull din 2008 încoace, iar la sfârșitul sezonului, Red Bull a vrut să încheie parteneriatul cu Renault din cauza lipsei de progres și a neîncrederii exprimate de Renault. Cu toate acestea, Red Bull nu putut găsi un alt furnizor, optând în schimb să ruleze motoarele Renault pentru sezonul 2016, dar redenumite drept TAG-Heuer. Ei au încheiat sezonul pe locul al patrulea, cu 187 de puncte acumulate, cu Kveat pe locul șapte (95 de puncte) și Ricciardo pe locul opt (92 de puncte), cea mai joasă clasare din ultimii șapte ani.

#### 2016-2018: Apariția unui superstar
Infiniti a plecat ca și sponsor principal din cauza controversei cu Renault. Echipa a anunțat pe 17 martie 2016, cu o zi înainte de weekendul Marelui Premiu al Australiei, că a format un nou parteneriat tehnologic cu Aston Martin.

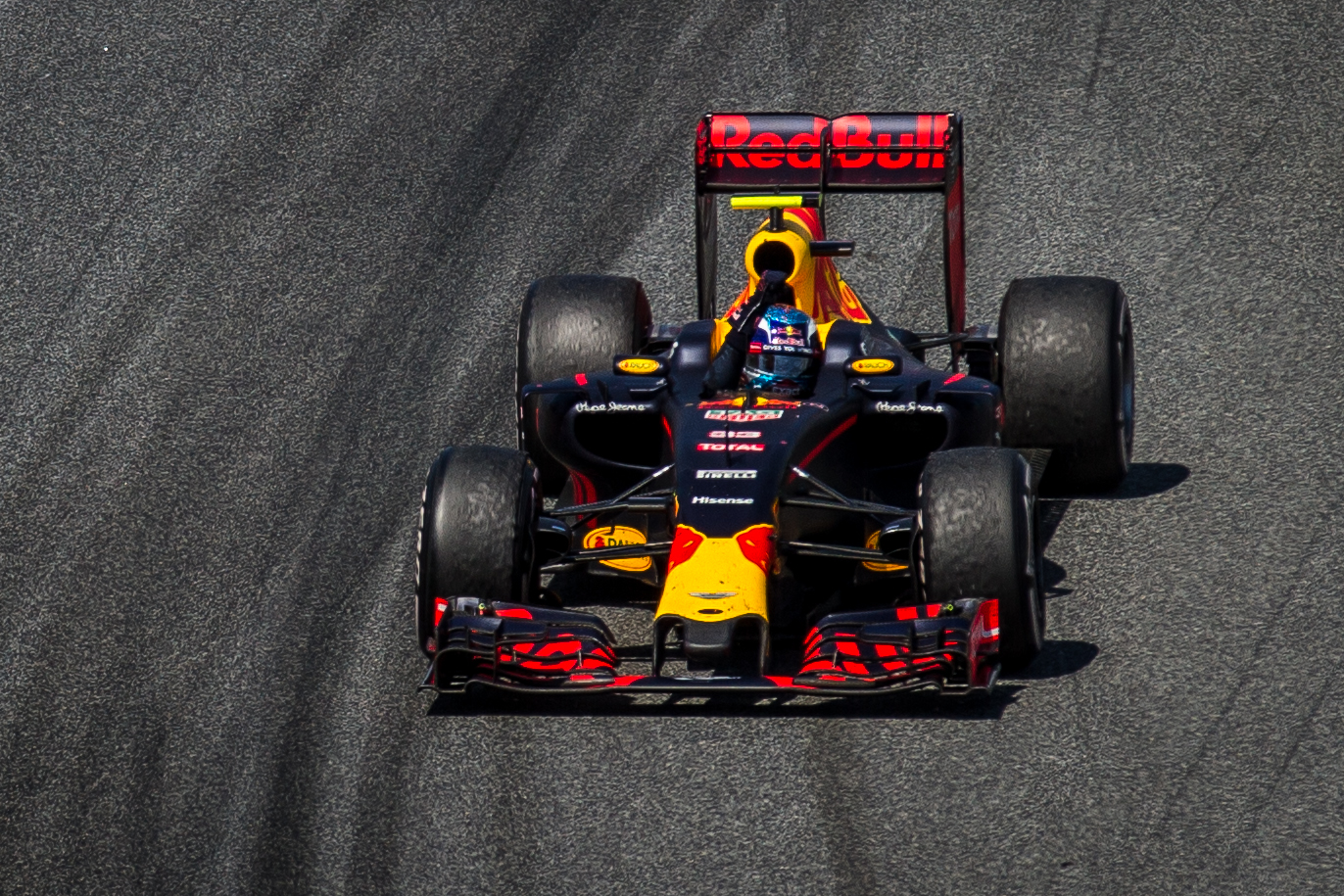
După ce l-a înlocuit pe Kveat la Marele Premiu al Spaniei din, Max Verstappen a devenit cel mai tânăr câștigător din istoria Formulei 1.

La Marele Premiu al Chinei din 2016, Red Bull a înregistrat primul lor podium al sezonului, Daniil Kveat terminând pe locul 3 în spatele lui Sebastian Vettel și Nico Rosberg. Daniil Kveat și Max Verstappen și-au schimbat locurile înaintea Marelui Premiu al Spaniei, Verstappen fiind promovat la Red Bull Racing și Kveat revenind la Scuderia Toro Rosso. Verstappen a câștigat în cele din urmă Marele Premiu al Spaniei, devenind cel mai tânăr câștigător de Mare Premiu vreodată. Red Bull va continua să adune podiumuri cu Max Verstappen în Austria și Silverstone, cu Daniel Ricciardo la Monaco, Budapesta și în Singapore, atât Verstappen, cât și Ricciardo fiind pe podium în Germania și Malaysia. Daniel Ricciardo a obținut a patra victorie din carieră în Malaysia după defecțiunea motorului lui Lewis Hamilton. Spre sfârșitul Marelui Premiu al Braziliei, Verstappen a coborât pe locul 14 după ce a revenit la anvelopele de ploaie. Apoi, a câștigat spectaculos 11 locuri în ultimele 16 tururi, terminând pe podium pe locul trei. Red Bull Racing a terminat pe locul 2 în Campionatul Constructorilor în acel an, Daniel Ricciardo ocupând locul 3 în Campionatul Piloților.

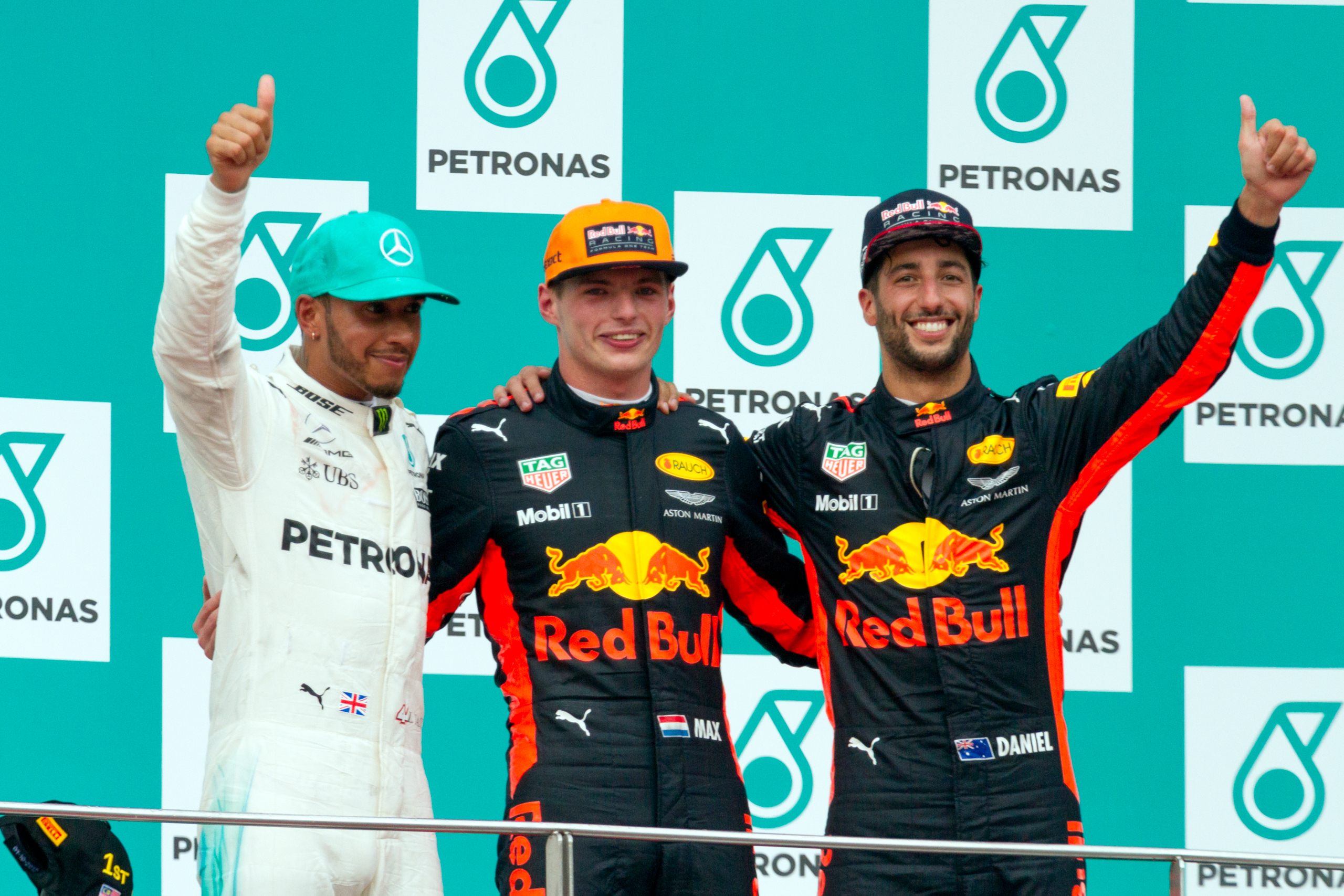
Podiumul de după din, cursă câștigată de Verstappen. Ricciardo a terminat pe locul 3.

Pentru 2017, Red Bull Racing și-a păstrat linia de piloți din 2016 și a continuat să folosească motoare Renault sub marca TAG Heuer. Verstappen a suferit diverse probleme de fiabilitate cu mașina, suferind trei retrageri din cauza motorului și una din cauza unei probleme electrice la Marele Premiu al Canadei. De asemenea, a fost implicat în trei coliziuni în primul tur care s-au încheiat cu retragerea. Echipa a câștigat trei curse în sezon; Ricciardo a câștigat Marele Premiu al Azerbaidjanului după ce a început de pe locul zece, în timp ce Verstappen a câștigat Marele Premiu al Malaysiei și Marele Premiu al Mexicului. Verstappen și Ricciardo au terminat, de asemenea, pe locurile 2 și 3 la Marele Premiu al Japoniei. În Campionatul Piloților, Ricciardo a terminat pe locul cinci cu 200 de puncte, iar Verstappen pe locul șase cu 168 de puncte. Echipa a terminat pe locul al treilea în Campionatul Constructorilor cu 368 de puncte.

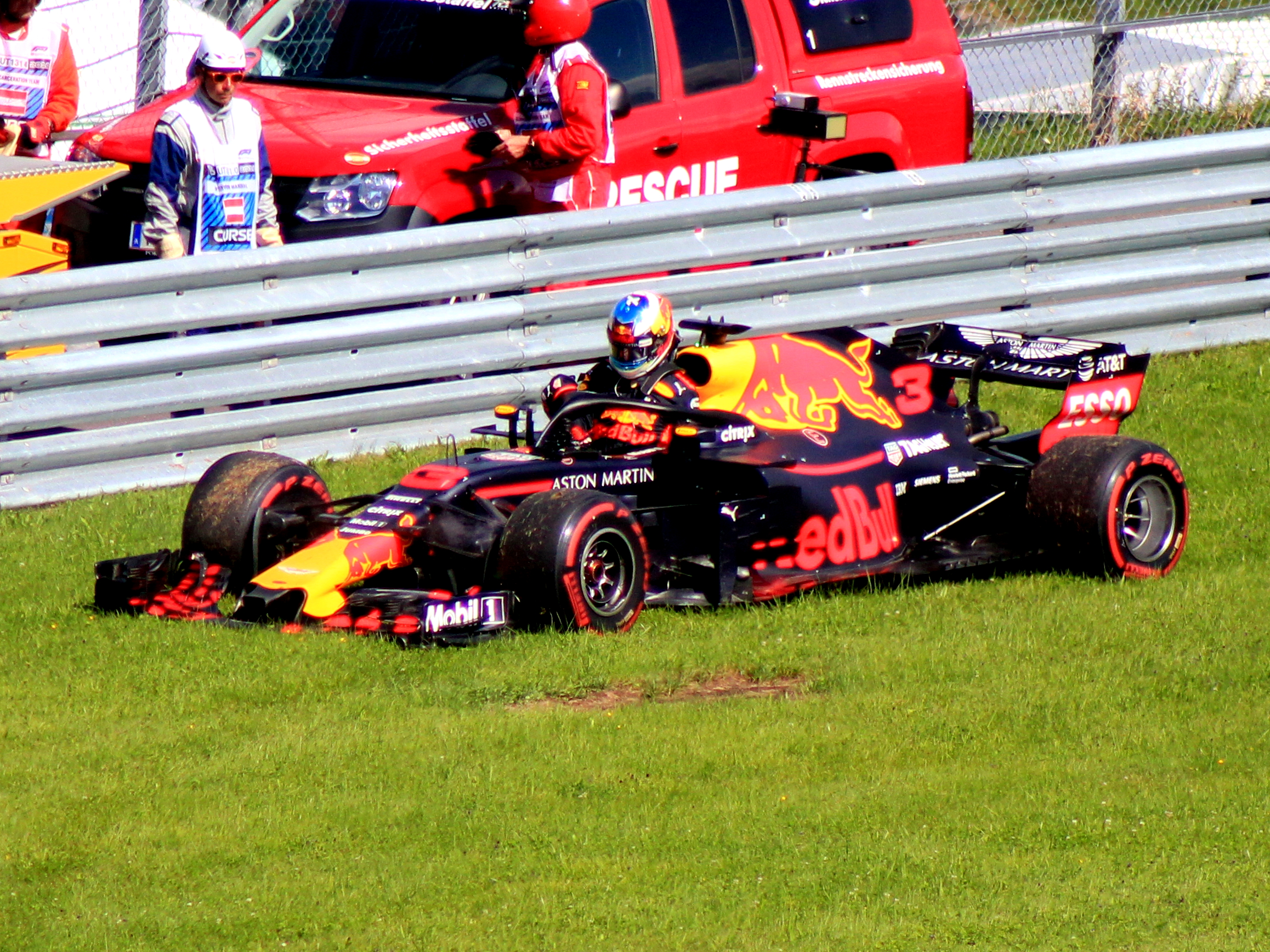
Numeroasele probleme mecanice l-au determinat pe Ricciardo să părăsească echipa după sezonul.

2018 a fost anul în care relația cu Renault s-a transformat radical. Ricciardo, fiind afectat în special de problemele de fiabilitate pe tot parcursul sezonului, și-a anunțat în august mutarea-șoc la Renault pentru 2019. În ciuda tuturor problmelor, echipa a acumulat patru victorii, două prin Ricciardo și două prin Verstappen, reușind să termine la final, din nou pe locul 3 în Campionatul Constructorilor. Precedând Marele Premiu al Franței din 2018, Red Bull Racing a confirmat că va folosi motoare Honda începând cu 2019, semnând un acord de doi ani. În locul lui Ricciardo, francezul Pierre Gasly a fost promovat de la Toro Rosso.

### În căutarea unui coechipier (2019-2020)
Încă din primele curse ale sezonului 2019 a devenit evident, Gasly performa mult sub nivelul lui Vertappen, iar acest lucru se vedea și prin rezultate. Până la Marele Premiu al Belgiei din 2019, diferența de puncte dintre cei doi coechipieri era uriașă, 181 la 63. Dacă poziția medie a lui Verstappen în cursă era de 3,33, acumulând două victorii și alte trei podiumuri, cea mai bună clasare a lui Gasly a fost locul 4 în Marea Britanie. Având în vedere aceste statistici, Helmut Marko a hotărât să efectueze un nou schimb Red Bull-Toro Rosso, francezul fiind înlocuit cu thailandezul Alexander Albon înainte de Marele Premiu al Belgiei din 2019. Până la finalul sezonului, Verstappen a mai obținut o victorie, la Marele Premiu al Braziliei. Albon a avut o evoluție mai bună față de Gasly, plasându-se constant în locurile 4-6 din cursele rămase. Verstappen a terminat pe locul 3 în Campionatul la Piloți, cea mai bună clasare a sa din carieră. Echipa a acumulat 417 puncte în Campionatul Constructorilor, 278 prin Verstappen, 76 prin Albon și 63 prin Gasly, terminând pentru al treilea an la rând pe locul 3.
Pentru 2020, echipa a continuat cu aceiași Verstappen și Albon. Începutul de sezon a fost unul nefast, echipa suferind două retrageri în prima cursă, pe terenul de acasă din Austria. Față de celelalte sezoane când Ferrari părea singura care poate pune față echipei Mercedes, în acest sezon echipa din Maranello a avut un sezon dezamăgitor astfel că Red Bull a avut prim planul față de celelalte echipe și își asigura cu ușurință locul 2 din clasamentul la constructori. Singurele victorii ale echipei au venit la Marele Premiu al Aniversării de 70 de ani și Marele Premiu de la Abu Dhabi, ambele prin Max Verstappen. Echipa a terminat de 12 ori pe podium din 17 curse. Albon a reușit primul său podium din F1 la Marele Premiu al Toscanei, și încă unul în Marele Premiu al Bahrainului unde echipa a reușit o clasare 2-3 cu ambii piloți. Ultima oară când ambii piloți ai echipei au terminat pe podium a fost în Marele Premiu al Japoniei din 2017.

### Revenirea anilor de glorie (2021-prezent)
În octombrie 2020, producătorul de motoare Honda a anunțat că își va încheia participarea completă în Formula 1 la sfârșitul sezonului 2021. Verstappen este contractat să continue la echipă, iar mexicanul Sergio Pérez va deveni coechipierul său, în timp ce Albon preia rolul de pilot de rezervă.

#### 2021: Din nou un titlu mondial

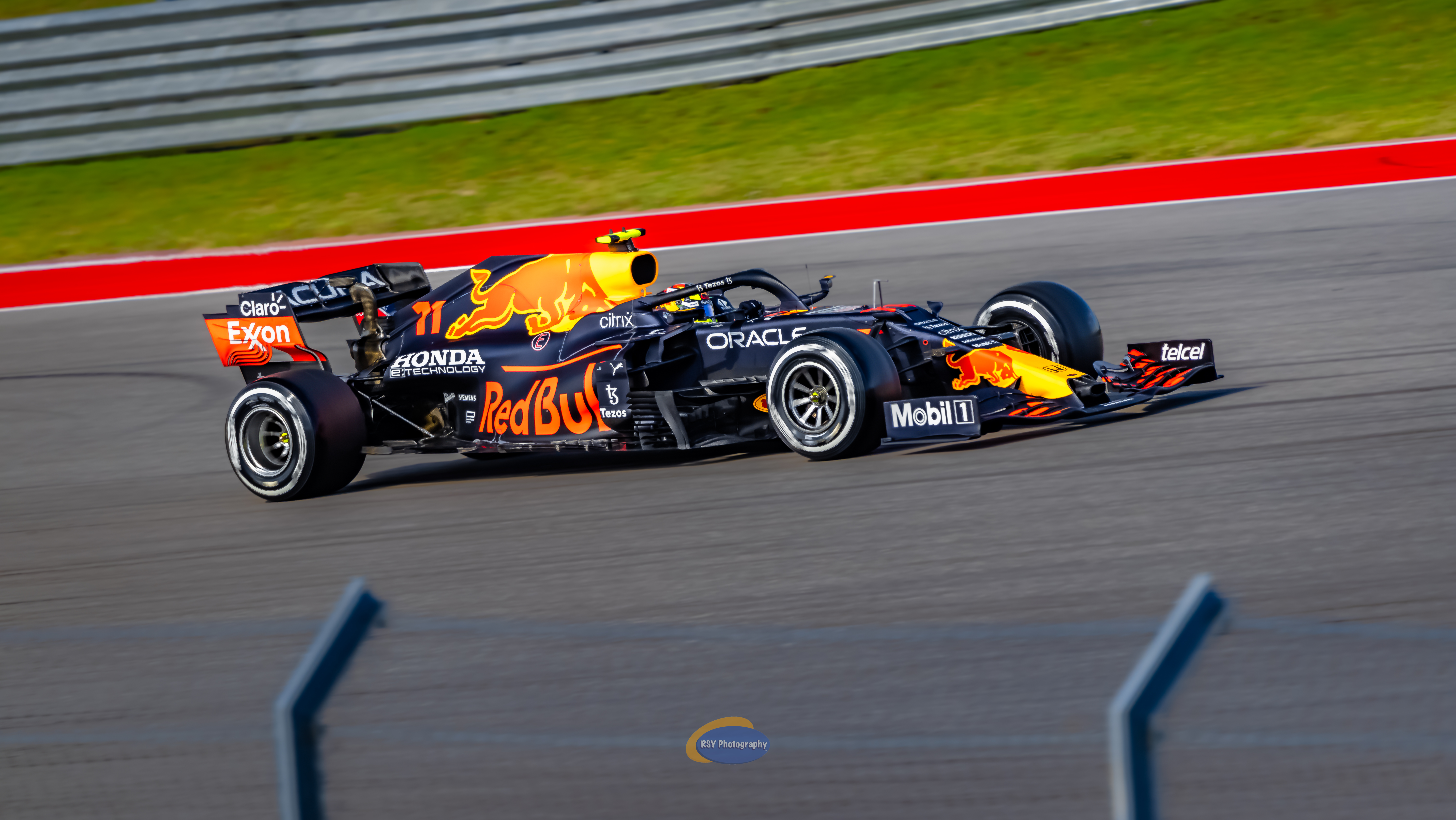
Pentru, Sergio Pérez a devenit coechipierul lui Verstappen.

Verstappen a ocupat pole position la Marele Premiu al Bahrainului, cursa de deschidere a sezonului. Sergio Pérez l-a depășit ulterior pe Verstappen în calificări la Marele Premiu al Emiliei-Romagna din 2021, dar neerlandezul a continuat să câștige cursa și să fie la doar un punct în spatele lui Lewis Hamilton în clasamentul Campionatului la Piloți. La Marele Premiu al Principatului Monaco, Red Bull a preluat conducerea Campionatului Constructorilor pentru prima dată de la Marele Premiu al Braziliei din 2013, ca urmare a unei alte victorii a lui Verstappen și a unui rezultat slab pentru Mercedes. De asemenea, Verstappen a preluat conducerea campionatului pentru prima dată în carieră după cursă. În Marele Premiu al Azerbaidjanului, Verstappen a condus cursa cea mai mare parte și părea pregătit să câștige înainte de o explozie a anvelopei la sfârșitul cursei. Pérez a câștigat cursa. Verstappen a luat apoi pole-ul și a câștigat următoarele trei curse, în timp ce Pérez a mai urcat pe un podium în Franța pentru a crește avantajul liderului Red Bull la constructori. Apoi, la Silverstone, Red Bull a fost învinsă în calificările de vineri, dar Verstappen a câștigat sprintul sâmbătă și a obținul al patrulea pole position consecutiv. În timpul cursei, Hamilton și Verstappen au făcut contact în virajul Copse, ceea ce a dus la retragerea lui Verstappen din cursă. În Ungaria, ambele mașini Red Bull au suferit daune grave într-un accident din primul tur declanșat de Valtteri Bottas de la Mercedes. Pérez a ieșit din cursă, Verstappen a reușit să salveze locul 9. În Spa, Verstappen a luat pole-ul și a câștigat o cursă scurtată de ploaie în care s-au acordat jumătate de puncte. La Marele Premiu de la Abu Dhabi din 2021, Verstappen a ocupat pole position, primul său de la Austin. Și-a asigurat primul său titlu mondial și un prim campionat pentru echipă din 2013 încoace, cu o depășire în ultimul tur asupra rivalului său la titlu, Lewis Hamilton.

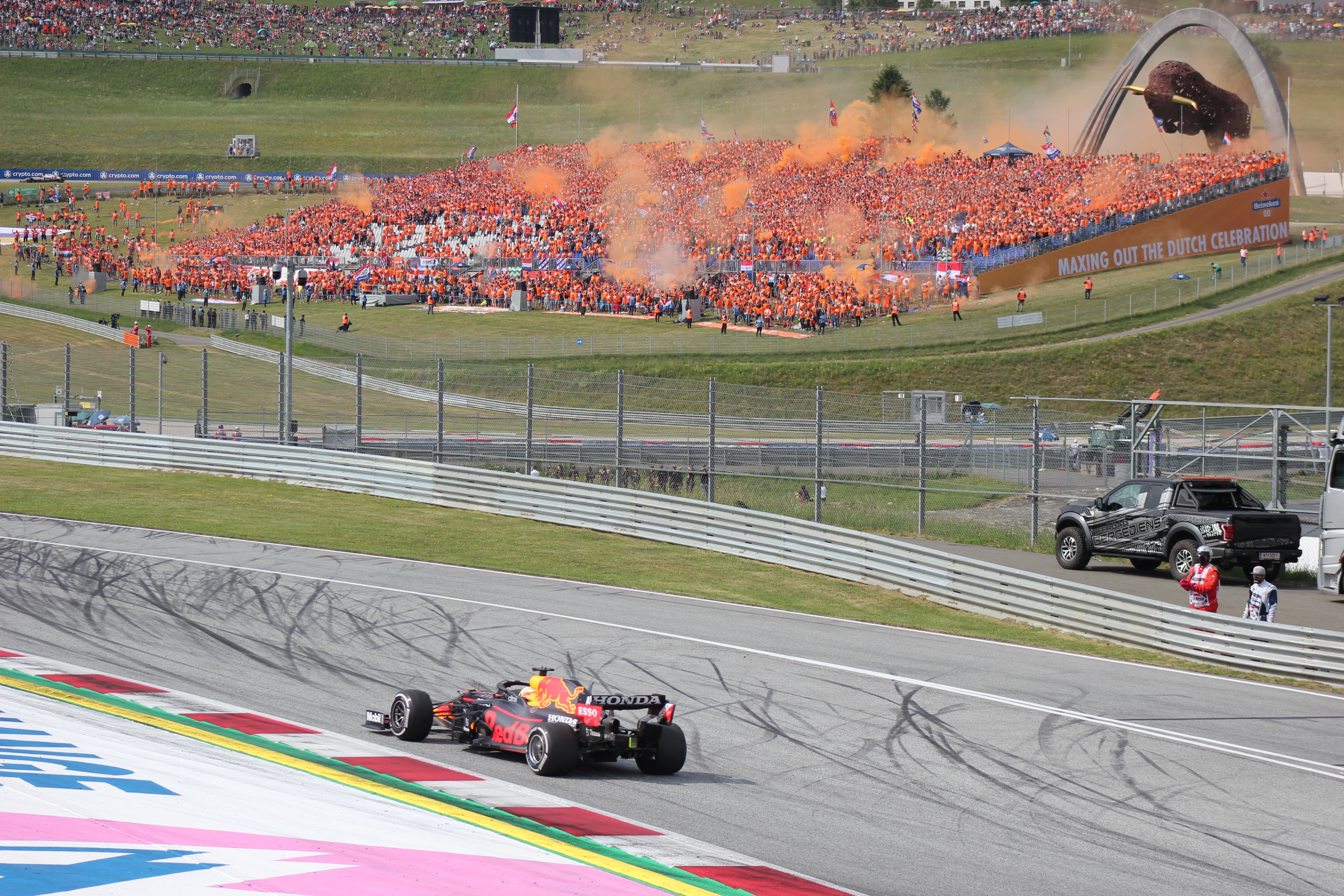
Verstappen după ce a câștigat Marele Premiu al Austriei din 2021, aplaudat de fani în decor.

La 10 octombrie 2022, FIA a anunțat că Red Bull a fost una dintre cele două echipe care au încălcat regulamentele financiare pentru 2021 aplicabile în timpul sezonului, Red Bull comițând ceea ce a fost descris drept „o încălcare a procedurii și o cheltuială financiară minoră (mai puțin de 5% a limitei de cost)”. La 28 octombrie 2022, FIA a anunțat că Red Bull a încheiat un Acord de Încălcare Acceptat; în rezumat, Red Bull a încălcat 13 puncte de neconformitate. Acordul a dus la o amendă de 7 milioane de dolari și o reducere cu 10% a cercetării aerodinamice permise.

#### 2022: Red Bull, dublă campioană
După retragerea Honda ca entitate de fabrică după 2021, o înghețare a dezvoltării motoarelor făcută de Red Bull le-a permis să semneze un acord cu Honda pentru a-și folosi motoarele până la sfârșitul anului 2024. Pentru a întreține motoarele, au format o companie numită Red Bull Powertrains Limited și au preluat o parte din faciliatea Honda din Milton Keynes. În ciuda retragerii lor, Honda va dezvolta și produce o unitate de putere pentru sezonul 2022 – care va fi apoi folosită până la sfârșitul anului 2024 – și va oferi asistență asupra sa. Acordul Honda-Red Bull a fost prelungit ulterior până în 2025.

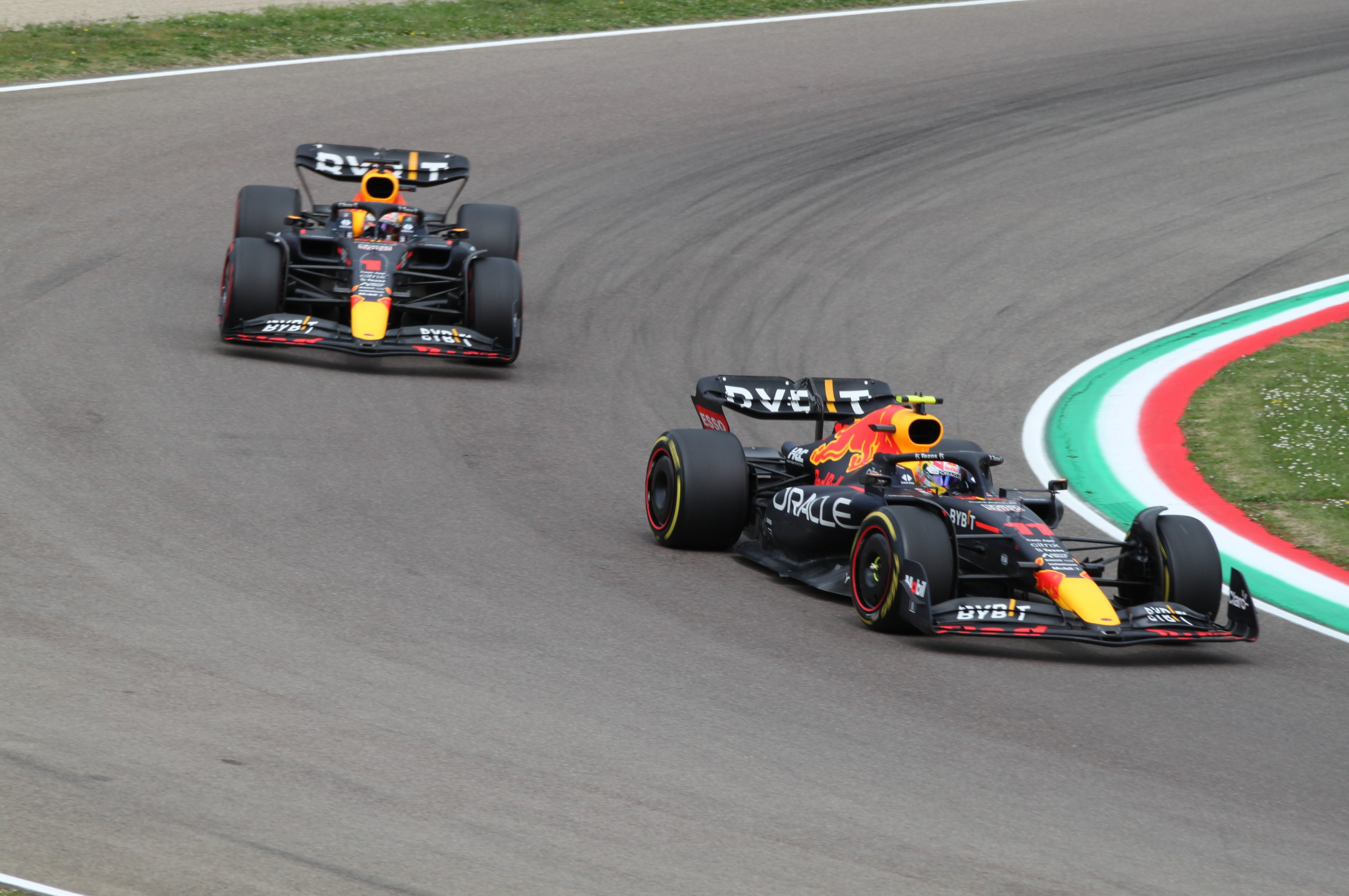
Pérez urmărit de Verstappen în.

În 2022, Max Verstappen a obținut al șaselea Campionat Mondial al Piloților pentru echipă la Marele Premiu al Japoniei. Apoi, a câștigat Marele Premiu al Statelor Unite pentru a asigura Campionatul Mondial al Constructorilor pentru Red Bull, al cincilea lor la general și primul din 2013 încoace. Echipa a dominat marea parte a sezonului, obținând 17 victorii din 22 de curse, 15 prin Verstappen și două prin Pérez. Un moment de controversă s-a petrecut la Marele Premiu de la São Paulo din 2022, atunci când Verstappen, aflându-se pe locul 6, a refuzat să îl lase pe Pérez în fața sa, acesta aflându-se în luptă strânsă pentru locul 2 în Campionatul la Piloți. După cursă, Red Bull a acceptat decizia lui Verstappen, însă acesta a fost criticat pe scară largă de către fani, aceștia invocând „ajutorul” oferit de Pérez pentru titlul din 2021.

#### 2023: Cel mai dominant sezon din istorie
Red Bull Racing și-a păstrat linia de piloți din 2022, formată din campionul mondial en-titre Max Verstappen și coechipierul Sergio Pérez, pentru sezonul 2023. Chiar de la început, RB19 a fost mașina de bătut, depășind toate celelalte echipe în timpul testelor de presezon. Acest ritm a fost confirmat la prima cursă a sezonului, cea din Bahrain, unde Verstappen  a obținut un pole position confortabil și o victorie în cursă - prima dintre multele de-a lungul anului 2023. Coechipierul său Pérez avea să câștige el însuși două curse în timpul sezonului, luând victoria în Arabia Saudită și Azerbaidjan. Singura cursă pe care Red Bull nu a câștigat-o de-a lungul sezonului 2023 a fost în Singapore, unde Verstappen și Pérez au terminat pe locul cinci, respectiv al optulea; Fostul coechipier de la Toro Rosso al lui Verstappen, Carlos Sainz Jr., a luat victoria la Marina Bay.
Red Bull a rămas consecventă pe tot parcursul sezonului, asigurându-și Campionatul Constructorilor după triumful lui Max Verstappen de la Marele Premiu al Japoniei. El va continua apoi să-și adjudece Campionatul Piloților la următorul eveniment de sprint al Marelui Premiu al Qatarului, victoria sa de la Marele Premiu de la Abu Dhabi marcând punctul culminant al unuia dintre cele mai de succes sezoane făcute de Red Bull în Formula 1 până în prezent. După succesul RB18 de anul precedent, RB19, proiectat tot de Adrian Newey, a fost remarcat ca fiind una dintre cele mai dominante mașini din istoria Formulei 1. RB19 a câștigat 21 din cele 22 de curse din sezon, cu o rată de victorie de 95,45%, depășind McLaren MP4/4, o altă mașină cu motor Honda cu o rată de câștig ridicată. MP4/4 câștigase 15 din 16 curse în sezonul 1988, cu o rată de câștig de 93,8%; singura cursă pe care nu a câștigat-o fiind Marele Premiu al Italiei din 1988 - care, ca și Marele Premiu al statului Singapore din 2023, a fost câștigată de Ferrari.
Câștigând Marele Premiu al Ungariei din 2023, a douăsprezecea cursă consecutivă câștigată de Red Bull, a stabilit recordul pentru cele mai multe victorii consecutive de către un constructor, doborând recordul de unsprezece curse deținut de McLaren în 1988. Ulterior, seria a fost extinsă la cincisprezece, cu victorii la Marele Premiu al Belgiei, Țărilor de Jos și Italiei. În plus, Verstappen a devenit primul pilot care a depășit 1.000 de tururi în care s-a aflat la conducerea cursei într-un singur sezon și a devenit singurul pilot care a parcurs complet fiecare tur în sezonul 2023.

#### 2024: Dominația în declin

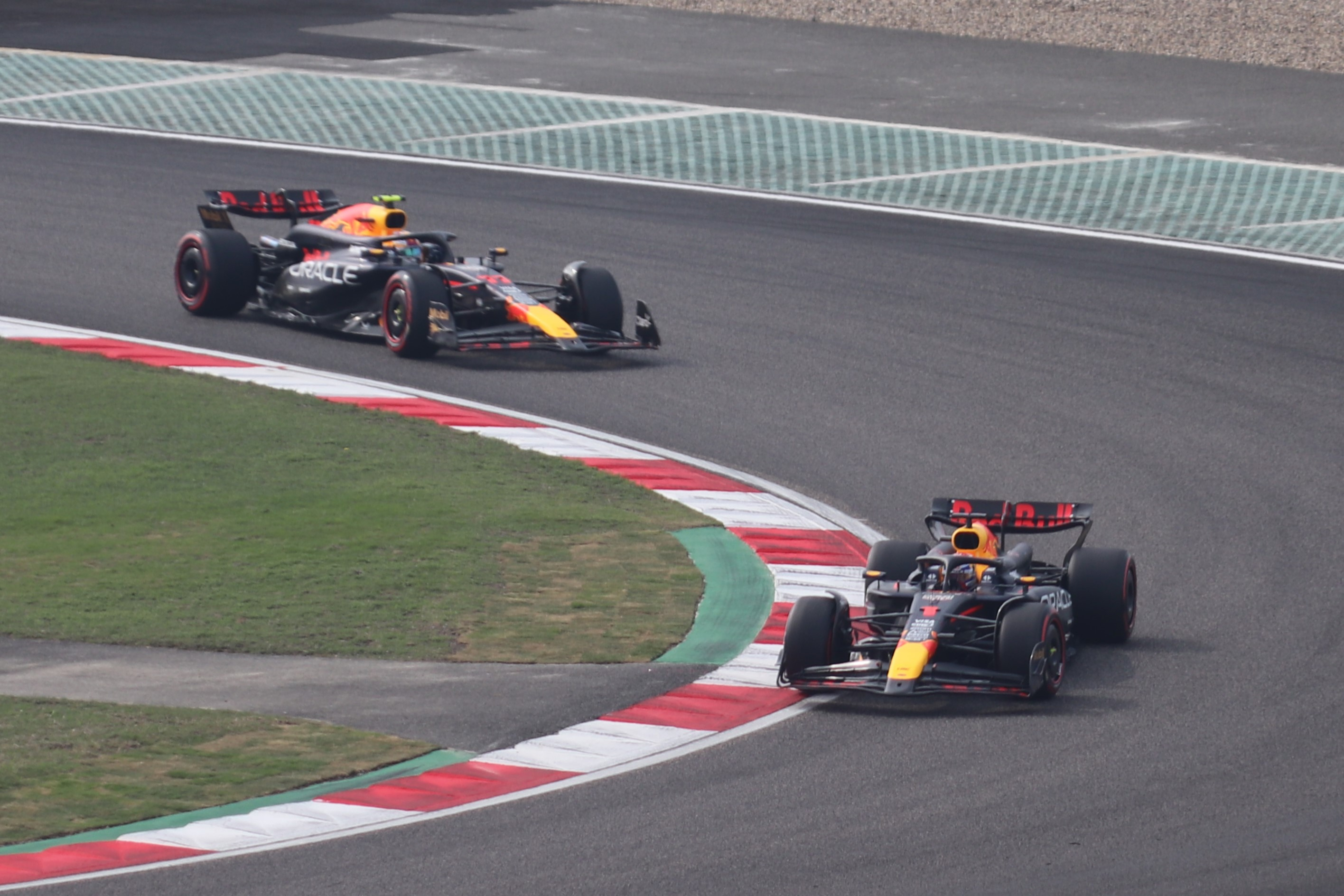
Verstappen urmărit de Pérez în.

Red Bull Racing și-a păstrat echipa din 2023, triplul campion mondial Max Verstappen și coechipierul Sergio Pérez, pentru sezonul 2024. RB20 a fost dezvăluit pe 15 februarie, cu ceea ce Verstappen a descris drept un design „îndrăzneț” și „agresiv”.
Echipa a câștigat confortabil primele două curse, Verstappen câștigând cu o diferență de peste zece secunde față de mașina din spate - de ambele ori fiind urmat de Pérez. Cu toate acestea, o defecțiune la frâne cauzată de supraîncălzire în Marele Premiu al Australiei din 2024 l-a determinat pe Verstappen să abandoneze. Echipa a obținut prin Verstappen al 100-lea pole position la Marele Premiu al Chinei din 2024. Primul pole al echipei din Milton Keynes a venit cu cincisprezece ani înainte, cu Sebastian Vettel, tot la Marele Premiu al Chinei.
Red Bull și-a revenit încet din problemele apărute în urma unei modificări a podelei la Marele Premiu al Spaniei din 2023. O nouă podea a fost introdusă la Marele Premiu al Azerbaidjanului din 2024, îmbunătățind ușor performanța mașinii. În urma unei victorii remarcabile a lui Verstappen după ce a pornit de pe locul 17 în Marele Premiu de la São Paulo din 2024, Max a marcat 31 de puncte în timpul weekendului, asigurându-și poziția de lider al campionatului. El a continuat să obțină locul 5 în Marele Premiu al Las Vegasului din 2024, distanțându-se de rivalul său din campionat, Lando Norris, pentru a câștiga al patrulea său campionat cu 403 puncte. Verstappen a câștigat apoi următoarea cursă din sezon, Marele Premiu al Qatarului. Cu toate acestea, acest lucru nu a fost suficient pentru a opri echipa să piardă toate șansele matematice de a păstra titlul constructorilor pe care echipa îl câștigase în 2022 și 2023.

## Palmares în Formula 1
| Sezon | Piloți                                                                 | Motor                          | Șasiu | Pneuri      | Puncte | Loc |
| ----- | ---------------------------------------------------------------------- | ------------------------------ | ----- | ----------- | ------ | --- |
| 2024  | Max Verstappen Sergio Pérez                                            | Honda RBPTH002 1,6 V6t         | RB20  | Pirelli     | 589    | 3   |
| 2023  | Max Verstappen Sergio Pérez                                            | Honda RBPT001 1,6 V6t          | RB19  | Pirelli     | 860    | 1   |
| 2022  | Max Verstappen Sergio Pérez                                            | RBPTH001 1,6 V6t               | RB18  | Pirelli     | 759    | 1   |
| 2021  | Max Verstappen Sergio Pérez                                            | Honda RA621H 1,6 V6t           | RB16B | Pirelli     | 585,5  | 2   |
| 2020  | Max Verstappen Alexander Albon                                         | Honda RA620H 1,6 V6t           | RB16  | Pirelli     | 319    | 2   |
| 2019  | Max Verstappen Pierre Gasly (12 etape) Alexander Albon (9 etape)       | Honda RA619H 1,6 V6t           | RB15  | Pirelli     | 417    | 3   |
| 2018  | Daniel Ricciardo Max Verstappen                                        | TAG Heuer 1,6 V6t              | RB14  | Pirelli     | 419    | 3   |
| 2017  | Daniel Ricciardo Max Verstappen                                        | TAG Heuer 1,6 V6t              | RB13  | Pirelli     | 368    | 3   |
| 2016  | Daniel Ricciardo Daniil Kveat (4 etape) Max Verstappen (16 etape)      | TAG Heuer 1,6 V6t              | RB12  | Pirelli     | 468    | 2   |
| 2015  | Daniel Ricciardo Daniil Kveat                                          | Renault Energy F1-2015 1,6 V6t | RB11  | Pirelli     | 187    | 4   |
| 2014  | Sebastian Vettel Daniel Ricciardo                                      | Renault Energy F1-2014 1,6 V6t | RB10  | Pirelli     | 405    | 2   |
| 2013  | Sebastian Vettel Mark Webber                                           | Renault RS27-2013 2,4 V8       | RB9   | Pirelli     | 596    | 1   |
| 2012  | Sebastian Vettel Mark Webber                                           | Renault RS27-2012 2,4 V8       | RB8   | Pirelli     | 460    | 1   |
| 2011  | Sebastian Vettel Mark Webber                                           | Renault RS27-2011 2,4 V8       | RB7   | Pirelli     | 650    | 1   |
| 2010  | Sebastian Vettel Mark Webber                                           | Renault RS27-2010 2,4 V8       | RB6   | Bridgestone | 498    | 1   |
| 2009  | Mark Webber Sebastian Vettel                                           | Renault RS27 2,4 V8            | RB5   | Bridgestone | 153,5  | 2   |
| 2008  | David Coulthard Mark Webber                                            | Renault RS27 2,4 V8            | RB4   | Bridgestone | 29     | 7   |
| 2007  | David Coulthard Mark Webber                                            | Renault RS27 2,4 V8            | RB3   | Bridgestone | 24     | 5   |
| 2006  | David Coulthard Christian Klien (15 curse) Robert Doornbos (3 curse)   | Ferrari 056 2,4 V8             | RB2   | Michelin    | 16     | 7   |
| 2005  | David Coulthard Christian Klien (15 curse) Vitantonio Liuzzi (4 curse) | Cosworth TJ2005 3,0 V10        | RB1   | Michelin    | 34     | 7   |